# Kredse og landkredse i Preussen
I denne liste er medtaget alle Kredse og Landkredse, som på et tidspunkt har eksisteret i Preussen.

## Kredse eller Landkredse
I nedenstående liste er alle Kreise (kredse) og Landkreise (Landkredse) anført uden disse betegnelser. Der var og er følgende regler for navngivningen:
- Indtil 31. december 1938 hed det grundlæggende Kreis. Kun for de kredse hvis kredsby ikke tilhørte nogen kreds (dvs. selv udgjorde en kreds) eller udtrådte af kredsforbundet, var betegnelsen Landkreis almindelig.
- Fra 1. januar 1939 var Landkreis den sædvanlige betegnelse i Tyskland, bortset fra i Preussen, da der netop her var undtagelser. Således blev alle kredse i Nordrhein-Westfalen først den 1. oktober 1953 til landkredse. I Schleswig-Holstein er der fortsat kredse.

## Betegnelser for kredsfrie byer og bykredse
Vedrørende betegnelserne Immediatstadt, Stadtkreis og kreisfreie Stadt gælder der følgende regler:
- Indtil 31. marts 1887 betegnedes byer, som ikke tilhørte en kreds eller landkreds for Immediatstadt.
- Fra 1. april 1887 til 31. december 1938 var betegnelsen Stadtkreis.
- Fra 1. januar 1939 bruges betegnelsen kreisfreie Stadt, men netop i Preussen er der undtagelser. Således blev alle Stadtkreise i Nordrhein-Westfalen først den 1. oktober 1953 til kreisfreien Städten.

## Forkortelser
- DA = Delvis afståelse
- DI = Delvis indlemmelse
- DO = Delvis omdannelse
- I = Indlemmelse
- KF = kredsforvaltningen / landrådet
- N = Nydannelse
- NÆ = Navneændring
- O = Omdannelse
- OP = Opløsning
- OU = Områdeudveksling
- (d) = delvis
- (mest) = størstedelen (i reglen den del som rummer den tidligere kredsby)

## Lister

### Brandenburg
| Kreds                | Dato       | Ændring, i givet fald sædet for kredsforvaltningen         |
| -------------------- | ---------- | ---------------------------------------------------------- |
| Angermünde           |            |                                                            |
| Arnswalde            |            | KF i Neuwedell                                             |
|                      | 1846       | KF i Arnswalde                                             |
| Beeskow-Storkow      | 1.1.1836   | N < Lübben (d) og Teltow-Storkow (d); KF i Beeskow         |
|                      | 15.3.1882  | OU <> Lübben                                               |
| Calau                | 1.1.1836   | DI < Luckau                                                |
| Cottbus              | 27.10.1886 | DA > Stadtkreis Cottbus                                    |
|                      | 10.7.1904  | DA > Stadtkreis Cottbus                                    |
|                      | 7.9.1946   | DI < Sorau                                                 |
| Crossen              |            |                                                            |
| Cüstrin              | 1.1.1836   | A > Königsberg/Neumark (mest), Landsberg (Warthe) og Lebus |
| Friedeberg           |            |                                                            |
| Guben                | 24.7.1884  | DA > Stadtkreis Guben                                      |
|                      | 1.1.1945   | DI < Lübben                                                |
| Jüterbog-Luckenwalde |            | KF i Jüterbog                                              |
|                      | 26.4.1835  | DA > Luckau                                                |
|                      | 1.1.1836   | DA > Luckau                                                |
| Königsberg/Neumark   | 1.1.1836   | DI < Cüstrin                                               |
| Landsberg (Warthe)   | 1.1.1836   | DI < Cüstrin                                               |
|                      | 10.2.1892  | DA > Stadtkreis Landsberg (Warthe)                         |
| Lebus                |            | KF i Frankfurt/Oder                                        |
|                      | 1827       | E < Stadtkreis Frankfurt/Oder                              |
|                      | 1.1.1836   | DI < Cüstrin og Lübben; DA > Sternberg                     |
|                      | 1863       | KF i Seelow                                                |
|                      | 1877       | DA > Stadtkreis Frankfurt/Oder                             |
|                      | 1880 (??)  | KF i Müncheberg                                            |
| Lübben               | 1.1.1836   | DA > Beeskow-Storkow og Lebus                              |
|                      | 15.3.1882  | OU <> Beeskow-Storkow                                      |
|                      | 1.1.1945   | DI < Guben                                                 |
| Luckau               | 26.4.1835  | DI < Jüterbog-Luckenwalde                                  |
|                      | 1.1.1836   | DI < Jüterbog-Luckenwalde; DA > Calau                      |
| Niederbarnim         |            | KF i Berlin                                                |
|                      | 28.1.1860  | DA > Immediatstadt Berlin                                  |
|                      | 1.4.1908   | DA > Stadtkreis Lichtenberg                                |
|                      | 1.4.1912   | DA > Stadtkreis Lichtenberg                                |
|                      | 1.10.1920  | DA > Stadtkreis Berlin                                     |
| Oberbarnim           |            | KF i Freienwalde                                           |
|                      | 1.4.1911   | DA > Stadtkreis Eberswalde                                 |
|                      | 1.5.1936   | DA > Stadtkreis Eberswalde                                 |
| Osthavelland         |            | KF i Nauen                                                 |
|                      | 1.4.1887   | DA > Stadtkreis Spandau                                    |
|                      | 27.6.1935  | DA > Stadtkreis Potsdam                                    |
|                      | 1.4.1939   | DA > Stadtkreis Potsdam                                    |
| Ostprignitz          |            | KF i Kyritz                                                |
|                      | 1.4.1937   | DI < Waren, Mecklenburg                                    |
|                      | 17.2.1939  | DA > Ruppin                                                |
| Oststernberg         | 10.3.1873  | N < Sternberg (mest); KF i Zielenzig                       |
| Prenzlau             |            |                                                            |
| Ruppin               |            | KF i Neuruppin                                             |
|                      | 17.2.1939  | DI < Ostprignitz                                           |
|                      | 1.4.1939   | DA > Stadtkreis Potsdam                                    |
| Soldin               |            |                                                            |
| Sorau                | 27.2.1897  | DA > Stadtkreis Forst                                      |
|                      | 7.9.1946   | DA > Cottbus                                               |
| Spremberg            |            | KF i Hoyerswerda                                           |
|                      | 1.8.1825   | DA > Hoyerswerda; KF i Spremberg                           |
| Sternberg            |            | KF i Zielenzig                                             |
|                      | 1.1.1836   | DI < Lebus                                                 |
|                      | 1863       | KF i Drossen                                               |
|                      | 10.3.1873  | A > Oststernberg (mest) og Weststernberg                   |
| Teltow               | 1.1.1836   | N < Teltow-Storkow (mest); KF i Teltow                     |
|                      | 28.1.1860  | DA > Stadtkreis Berlin                                     |
|                      | 1870       | KF i Berlin                                                |
|                      | 1.1.1877   | DA > Stadtkreis Charlottenburg                             |
|                      | 2.3.1881   | DA > Stadtkreis Berlin                                     |
|                      | 1.4.1899   | DA > Stadtkreis Schöneberg                                 |
|                      | 1.5.1899   | DA > Stadtkreis Rixdorf                                    |
|                      | 1.4.1907   | DA > Stadtkreis Deutsch-Wilmersdorf                        |
|                      | 1.10.1920  | DA > Stadtkreis Berlin                                     |
| Teltow-Storkow       |            | KF i Teltow                                                |
|                      | 1.1.1836   | A > Beeskow-Storkow (d) og Teltow (mest)                   |
| Templin              |            |                                                            |
| Westhavelland        |            | KF i Rathenow                                              |
|                      | 1.4.1881   | DA > Stadtkreis Brandenburg an der Havel                   |
|                      | 1.7.1925   | DA > Stadtkreis Rathenow                                   |
|                      | 25.3.1929  | DA > Stadtkreis Brandenburg an der Havel                   |
| Westprignitz         |            | KF i Perleberg                                             |
|                      | 1.1.1818   | DA > Jerichow II                                           |
|                      | 1.8.1922   | DA > Stadtkreis Wittenberge                                |
| Weststernberg        | 10.3.1873  | N < Sternberg (d); KF i Drossen                            |
|                      | 1904       | KF i Reppen                                                |
| Zauch-Belzig         |            | KF i Belzig                                                |
|                      | 1.10.1937  | DA > Stadtkreis Brandenburg an der Havel                   |
|                      | 1.4.1939   | DA > Stadtkreis Potsdam                                    |
| Züllichau            | 1836 (?)   | NÆ > Züllichau-Schwiebus                                   |
| Züllichau-Schwiebus  | 1836 (?)   | NÆ < Züllichau; KF i Züllichau                             |
|                      | 1.10.1938  | DI < Bomst                                                 |

### Hannover
Den 12. september 1867 blev en række hannoveranske amter slået sammen til kredse. Imidlertid fortsatte amterne med at eksistere. Da kredsene i første række varetog skattemæssige opgaver blev de ved kredsområdereformen den 1. april 1885 omdøbt til "Steuerkreise" (skattekredse).
| Kreds                  | Dato      | Ændring, i givet fald sædet for kredsforvaltningen                   |
| ---------------------- | --------- | -------------------------------------------------------------------- |
| Achim                  | 1.4.1885  | N < Verden (d)                                                       |
|                        | 1.10.1932 | A > Verden                                                           |
| Alfeld                 | 1.4.1885  | N < Hameln (d) og Marienburg i Hannover (d)                          |
|                        | 1.10.1932 | E < Gronau                                                           |
| Aschendorf             | 1.4.1885  | N < Meppen (d)                                                       |
|                        | 1.10.1932 | A > Aschendorf-Hümmling                                              |
| Aschendorf-Hümmling    | 1.10.1932 | N < Aschendorf og Hümmling (mest); KF i Aschendorf                   |
| Aurich                 | 1.4.1873  | E < Jadegebiet                                                       |
|                        | 1.4.1885  | DA > Wittmund                                                        |
| Bersenbrück            |           |                                                                      |
| Bleckede               | 1.4.1885  | N < Dannenberg (d) og Lüneburg (d)                                   |
|                        | 1.10.1932 | A > Lüneburg                                                         |
| Blumenthal             | 1.4.1885  | N < Lehe (d) og Osterholz (d)                                        |
|                        | 1.10.1932 | A > Osterholz                                                        |
| Bremervörde            | 1.4.1885  | N < Stader Geestkreis (d)                                            |
|                        | 1.10.1932 | E < Zeven                                                            |
| Burgdorf               | 1.4.1885  | N < Celle (d)                                                        |
|                        | 1.10.1932 | DA > Hannover                                                        |
| Celle                  | 1.4.1885  | DI < Fallingbostel; OU <> Gifhorn; DA > Burgdorf og Stadtkreis Celle |
|                        | 1.8.1938  | OU <> Fallingbostel                                                  |
|                        | 1.4.1939  | DA > kreisfreie Stadt Celle                                          |
| Dannenberg             | 1.4.1885  | DA > Bleckede og Lüchow                                              |
|                        | 1.10.1932 | E < Lüchow                                                           |
| Diepholz               | 1.4.1885  | DA > Sulingen og Syke                                                |
|                        | 1.10.1932 | A > Grafschaft Diepholz                                              |
| Duderstadt             | 1.4.1885  | N < Osterode (d)                                                     |
| Einbeck                | 1.4.1885  | DA > Northeim og Uslar                                               |
| Emden                  | 1.4.1885  | DA > Norden og Stadtkreis Emden                                      |
|                        | 1.10.1932 | A > Norden                                                           |
| Fallingbostel          | 1.4.1885  | DA > Celle, Rotenburg (Hannover) og Soltau                           |
|                        | 1.10.1932 | E < Soltau                                                           |
|                        | 1.10.1933 | DA > Soltau                                                          |
|                        | 1.8.1938  | OU <> Celle; DA > Soltau                                             |
| Geestemünde            | 1.4.1885  | N < Lehe (d)                                                         |
|                        | 1913      | DA > Stadtkreis Geestemünde                                          |
|                        | 1.10.1932 | A > Wesermünde                                                       |
| Gifhorn                | 1.4.1885  | OU <> Celle; DA > Isenhagen og Peine                                 |
|                        | 1.10.1932 | E < Isenhagen; DI < Gardelegen                                       |
| Goslar                 | 1.4.1885  | N < Liebenburg (mest) og Zellerfeld (d)                              |
|                        | 1.4.1922  | DA > Stadtkreis Goslar                                               |
|                        | 1.8.1941  | O > Braunschweig                                                     |
| Göttingen              | 1.4.1885  | DA > Münden og Stadtkreis Göttingen                                  |
|                        | 1.10.1932 | E < Münden                                                           |
|                        | 1.10.1933 | DA > Münden                                                          |
| Grafschaft Bentheim    | 1.4.1885  | N < Lingen (d); KF i Nordhorn                                        |
| Grafschaft Diepholz    | 1.10.1932 | N < Diepholz og Sulingen; KF i Diepholz                              |
| Grafschaft Hoya        | 1.10.1932 | N < Hoya (mest) og Syke; KF i Syke                                   |
| Grafschaft Schaumburg  | 1.10.1932 | O < Provinz Hessen-Nassau; KF i Rinteln                              |
| Gronau                 | 1.4.1885  | N < Hameln (d) og Marienburg i Hannover (d)                          |
|                        | 1.10.1932 | A > Alfeld                                                           |
| Hadeln                 | 1.4.1885  | NÆ < Otterndorf; KF i Otterndorf                                     |
|                        | 1.10.1932 | A > Land Hadeln                                                      |
| Hameln                 | 1.4.1885  | DA > Alfeld og Gronau                                                |
|                        | 1.4.1922  | OP > Hameln-Pyrmont                                                  |
| Hameln-Pyrmont         | 1.4.1922  | N < Hameln og Pyrmont; KF i Hameln                                   |
|                        | 1.4.1923  | DA > Stadtkreis Hameln                                               |
|                        | 1.11.1941 | DA > Holzminden                                                      |
| Hannover               | 1.1.1870  | DA > Stadtkreis Hannover                                             |
|                        | 1.4.1885  | DA > Linden og Neustadt am Rübenberge                                |
|                        | 1891      | DA > Stadtkreis Hannover                                             |
|                        | 1907      | DA > Stadtkreis Hannover                                             |
|                        | 1.10.1932 | DI < Burgdorf                                                        |
| Harburg                | 1.4.1885  | DA > Winsen an der Luhe og Stadtkreis Harburg                        |
|                        | 1888      | DA > Stadtkreis Harburg                                              |
|                        | 1906      | DA > Stadtkreis Harburg                                              |
|                        | 1910      | DA > Stadtkreis Harburg                                              |
|                        | 1.9.1925  | DA > Stadtkreis Wilhelmsburg                                         |
|                        | 1.10.1932 | E < Winsen an der Luhe; DI < Jork; DA > Rotenburg (Hannover)         |
|                        | 1.4.1937  | DA > Hamborg                                                         |
| Hildesheim             | 1.4.1885  | DA > Peine og Stadtkreis Hildesheim                                  |
|                        | 1.10.1938 | DA > Stadtkreis Hildesheim                                           |
|                        | 1946      | A > Hildesheim-Marienburg                                            |
| Hildesheim-Marienburg  | 1946      | N < Hildesheim og Marienburg i Hannover; KF i Hildesheim             |
| Holzminden             | 1.11.1941 | O < Braunschweig; DI < Hameln-Pyrmont                                |
| Hoya                   | 1.4.1885  | DA > Sulingen og Syke                                                |
|                        | 1.10.1932 | A > Grafschaft Hoya (mest) og Verden                                 |
| Hümmling               | 1.4.1885  | N < Meppen (d); KF i Sögel                                           |
|                        | 1.10.1932 | A > Aschendorf-Hümmling (mest) og Meppen                             |
| Iburg                  | 1.4.1885  | N < Melle (d)                                                        |
|                        | 1.10.1932 | A > Osnabrück                                                        |
| Isenhagen              | 1.4.1885  | N < Peine (d)                                                        |
|                        | 1.10.1932 | A > Gifhorn                                                          |
| Jork                   | 1.4.1885  | N < Stader Geestkreis (d) og Stader Marschkreis (d)                  |
|                        | 1.10.1932 | A > Harburg og Stade (mest)                                          |
| Kehdingen              | 1.4.1885  | N < Stader Marschkreis (mest); KF i Freiburg/Elbe                    |
|                        | 1.10.1932 | A > Stade                                                            |
| Land Hadeln            | 1.10.1932 | N < Hadeln og Neuhaus an der Oste; KF i Otterndorf                   |
|                        | 1.4.1937  | DO < Hamburg                                                         |
| Leer                   | 1.4.1885  | DA > Weener                                                          |
|                        | 1.10.1932 | E < Weener                                                           |
| Lehe                   | 1.4.1885  | DA > Blumenthal og Geestemünde                                       |
|                        | 1892      | DA > Bremen                                                          |
|                        | 1920      | DA > Stadtkreis Lehe                                                 |
|                        | 1.10.1932 | A > Wesermünde                                                       |
| Liebenburg             | 1.4.1885  | A > Goslar (mest) og Marienburg i Hannover                           |
| Linden                 | 1.4.1885  | N < Hannover (d) og Wennigsen (d)                                    |
|                        | 1.4.1886  | DA > Stadtkreis Linden                                               |
|                        | 1909      | DA > Stadtkreis Linden                                               |
|                        | 1.10.1932 | A > Hannover                                                         |
| Lingen                 | 1.4.1885  | DA > Grafschaft Bentheim                                             |
|                        | 1.4.1934  | DI < Meppen                                                          |
| Lüchow                 | 1.4.1885  | N < Dannenberg (d)                                                   |
|                        | 1.10.1932 | A > Dannenberg                                                       |
| Lüneburg               | 1.4.1885  | DA > Bleckede og Stadtkreis Lüneburg                                 |
|                        | 1.10.1932 | E < Bleckede                                                         |
| Marienburg i Hannover  |           | KF i Hildesheim                                                      |
|                        | 1.4.1885  | DI < Liebenburg; DA > Alfeld og Gronau                               |
|                        | 1911      | DA > Stadtkreis Hildesheim                                           |
|                        | 1.10.1938 | DA > Stadtkreis Hildesheim                                           |
|                        | 1.8.1941  | OU <> Braunschweig                                                   |
|                        | 1946      | A > Hildesheim-Marienburg                                            |
| Melle                  | 1.4.1885  | DA > Iburg                                                           |
| Meppen                 | 1.4.1885  | DA > Aschendorf og Hümmling                                          |
|                        | 1.10.1932 | DI < Hümmling                                                        |
|                        | 1.4.1934  | DA > Lingen                                                          |
| Münden                 | 1.4.1885  | N < Göttingen (d); KF i Hann. Münden                                 |
|                        | 1.10.1932 | A > Göttingen                                                        |
|                        | 1.10.1933 | N < Göttingen (d)                                                    |
| Neuhaus an der Oste    | 1.10.1932 | A > Land Hadeln                                                      |
| Neustadt am Rübenberge | 1.4.1885  | N < Hannover (d)                                                     |
| Nienburg               | 1.4.1885  | DA > Stolzenau og Sulingen                                           |
|                        | 1.10.1932 | E < Stolzenau                                                        |
| Norden                 | 1.4.1885  | N < Emden (d)                                                        |
|                        | 1.10.1932 | E < Emden                                                            |
| Northeim               | 1.4.1885  | N < Einbeck (d)                                                      |
|                        | 1.10.1932 | E < Uslar                                                            |
| Osnabrück              | 1.4.1885  | DA > Wittlage og Stadtkreis Osnabrück                                |
|                        | 1914      | DA > Stadtkreis Osnabrück                                            |
|                        | 1.10.1932 | E < Iburg                                                            |
| Osterholz              |           | KF i Osterholz                                                       |
|                        | 1.4.1885  | DA > Blumenthal                                                      |
|                        | 1927      | KF i Osterholz-Scharmbeck                                            |
|                        | 1.10.1932 | E < Blumenthal                                                       |
|                        | 1.11.1939 | DO > Bremen                                                          |
| Osterode               | 1.4.1885  | DA > Duderstadt                                                      |
|                        | 1.9.1945  | DI < Grafschaft Hohenstein                                           |
| Otterndorf             | 1.4.1885  | NÆ > Hadeln                                                          |
| Peine                  | 1.4.1885  | N < Gifhorn (d) og Hildesheim (d)                                    |
|                        | 1.8.1941  | DO < Braunschweig                                                    |
| Pyrmont                | 1.4.1922  | O < Land Waldeck; O > Hameln-Pyrmont                                 |
| Rotenburg (Hannover)   | 1.4.1885  | DI < Fallingbostel; DA > Zeven                                       |
|                        | 1.10.1932 | DI < Harburg                                                         |
| Soltau                 | 1.4.1885  | N < Fallingbostel (d)                                                |
|                        | 1.10.1932 | A > Fallingbostel                                                    |
|                        | 1.10.1933 | N < Fallingbostel (d)                                                |
|                        | 1.8.1938  | DI < Fallingbostel                                                   |
| Springe                | 1.4.1885  | N < Wennigsen (mest)                                                 |
| Stade                  | 1.4.1885  | N < Stader Geestkreis (mest)                                         |
|                        | 1.8.1932  | E < Kehdingen; DI < Jork                                             |
|                        | 1.4.1937  | DA > Hamburg                                                         |
| Stader Geestkreis      | 1.4.1885  | A > Bremervörde, Jork og Stade (mest)                                |
| Stader Marschkreis     | 1.4.1885  | A > Jork og Kehdingen (mest)                                         |
| Stolzenau              | 1.4.1885  | N < Nienburg (d)                                                     |
|                        | 1.10.1932 | A > Nienburg                                                         |
| Sulingen               | 1.4.1885  | N < Diepholz (d), Hoya (d) og Nienburg (d)                           |
|                        | 1.10.1932 | A > Grafschaft Diepholz                                              |
| Syke                   | 1.4.1885  | N < Diepholz (d) og Hoya (d)                                         |
|                        | 1.10.1932 | A > Grafschaft Hoya                                                  |
| Uelzen                 |           | KF i Oldenstadt                                                      |
| Uslar                  | 1.4.1885  | N < Einbeck (d)                                                      |
|                        | 1.10.1932 | A > Northeim                                                         |
| Verden                 | 1.4.1885  | DA > Achim                                                           |
|                        | 1.10.1932 | E < Achim; DI < Hoya                                                 |
| Weener                 | 1.4.1885  | N < Leer                                                             |
|                        | 1.10.1932 | A > Leer                                                             |
| Wennigsen              | 1.4.1885  | A > Linden og Springe (mest)                                         |
| Wesermünde             | 1.10.1932 | N < Geestemünde og Lehe; KF i Wesermünde, Stadtteil Geestemünde      |
|                        | 1.1.1947  | KF i Bremerhaven                                                     |
| Winsen an der Luhe     | 1.4.1885  | N < Harburg (d)                                                      |
|                        | 1.10.1932 | A > Harburg                                                          |
| Wittlage               | 1.4.1885  | N < Osnabrück (d)                                                    |
| Wittmund               | 1.4.1885  | N < Aurich (d)                                                       |
|                        | 1.4.1919  | DA > Stadtkreis Wilhelmshaven                                        |
| Zellerfeld             |           | KF i Zellerfeld                                                      |
|                        | 1.4.1885  | DA > Goslar og Ilfeld                                                |
|                        | 1924      | KF i Clausthal-Zellerfeld                                            |
| Zeven                  | 1.4.1885  | N < Rotenburg (Hannover)                                             |
|                        | 1.10.1932 | A > Bremervörde                                                      |

### Hessen-Nassau
| Kreds                            | Dato      | Ændring, i givet fald sædet for kredsforvaltningen                                                        |
| -------------------------------- | --------- | --- |
| Biedenkopf                       | 1.7.1867  | O < Großherzogtum Hessen, NÆ > Hinterlandkreis                                                            |
|                                  | 12.8.1867 | NÆ < Hinterlandkreis                                                                                      |
|                                  | 1.10.1932 | A > Dillenburg (mest), Frankenberg og Wetzlar                                                             |
|                                  | 1.10.1933 | N < Dillenburg (d)                                                                                        |
| Cassel                           | 1.4.1896  | DA > Wolfhagen                                                                                            |
|                                  | 1.4.1899  | DA > Stadtkreis Cassel                                                                                    |
|                                  | 1.4.1906  | DA > Stadtkreis Cassel                                                                                    |
|                                  | 4.12.1926 | NÆ > Kassel                                                                                               |
| Dillenburg                       | 1.10.1932 | N < Biedenkopf (mest) og Dillkreis                                                                        |
|                                  | 1.10.1933 | A > Biedenkopf og Dillkreis                                                                               |
| Dillkreis                        |           | KF i Dillenburg                                                                                           |
|                                  | 1.10.1932 | A > Dillenburg                                                                                            |
|                                  | 1.10.1933 | N < Dillenburg (d)                                                                                        |
| Eder (Kreis der Eder)            | 1.4.1929  | O < Waldeck; KF i Niederwildungen                                                                         |
|                                  | 1.2.1942  | A > Waldeck                                                                                               |
| Eisenberg (Kreis des Eisenbergs) | 1.4.1929  | O < Waldeck; KF i Korbach                                                                                 |
|                                  | 4.4.1929  | DI < Frankenberg                                                                                          |
|                                  | 1.2.1942  | A > Waldeck                                                                                               |
| Eschwege                         |           | |
| Frankenberg                      | 4.4.1929  | DA > Eisenberg (Kreis des Eisenberges)                                                                    |
|                                  | 1.10.1932 | DI < Biedenkopf                                                                                           |
| Frankfurt                        | 1.4.1886  | N < Hanau (d), Mainkreis (d) og Stadtkreis Frankfurt am Main (d)                                          |
|                                  | 1895      | DA > Stadtkreis Frankfurt am Main                                                                         |
|                                  | 1.7.1900  | DA > Stadtkreis Frankfurt am Main                                                                         |
|                                  | 1.4.1910  | A > Stadtkreis Frankfurt am Main                                                                          |
| Fritzlar                         | 1.10.1932 | A > Fritzlar-Homberg                                                                                      |
| Fritzlar-Homberg                 | 1.10.1932 | N < Fritzlar og Homberg; KF i Fritzlar                                                                    |
| Fulda                            | 1.4.1927  | DA > Stadtkreis Fulda                                                                                     |
|                                  | 1.10.1932 | E < Gersfeld                                                                                              |
|                                  | 1.4.1939  | DA > Stadtkreis Fulda                                                                                     |
| Gelnhausen                       | 15.4.1868 | DO < Bayern                                                                                               |
| Gersfeld                         | 15.4.1868 | O < Bayern                                                                                                |
|                                  | 1.10.1932 | A > Fulda                                                                                                 |
| Grafschaft Schaumburg            | 1905      | NÆ < Rinteln; KF i Rinteln                                                                                |
|                                  | 1.10.1932 | O > Provinz Hannover                                                                                      |
| Hanau                            | 1.1.1877  | DA > Stadtkreis Frankfurt am Main                                                                         |
|                                  | 1.4.1886  | DA > Frankfurt, Obertaunuskreis og Stadtkreis Hanau                                                       |
|                                  | 1.4.1907  | DA > Stadtkreis Hanau                                                                                     |
|                                  | 1.10.1928 | DA > Stadtkreis Frankfurt am Main                                                                         |
| Herrschaft Schmalkalden          | 26.4.1907 | NÆ < Schmalkalden; KF i Schmalkalden                                                                      |
| Hersfeld                         | 1.4.1881  | DA > Hünfeld                                                                                              |
| Hinterlandkreis                  |           | KF i Biedenkopf                                                                                           |
|                                  | 12.8.1867 | NÆ > Biedenkopf                                                                                           |
| Höchst                           | 1.4.1886  | N < Mainkreis (d)                                                                                         |
|                                  | 1.10.1928 | A > Main-Taunus-Kreis og Stadtkreis Frankfurt am Main (mest)                                              |
| Hofgeismar                       |           | |
| Homberg                          | 1.10.1932 | A > Fritzlar-Homberg                                                                                      |
| Hünfeld                          | 1.4.1881  | DI < Hersfeld                                                                                             |
| Kassel                           | 4.12.1926 | NÆ < Cassel                                                                                               |
|                                  | 1.6.1936  | DA > Stadtkreis Kassel                                                                                    |
| Kirchhain                        | 1.4.1886  | DA > Marburg                                                                                              |
|                                  | 1.10.1932 | A > Marburg                                                                                               |
| Königstein (Hilfskreis)          | 31.1.1919 | N < Obertaunuskreis (d) og Usingen (d)                                                                    |
|                                  | 1.10.1928 | A > Main-Taunus-Kreis (mest) og Obertaunuskreis                                                           |
| Limburg                          | 1.4.1886  | N < Oberlahnkreis (d) og Unterlahnkreis (d)                                                               |
|                                  | 1.10.1932 | DI < Usingen                                                                                              |
| Mainkreis                        | 1.4.1886  | A > Frankfurt, Höchst og Wiesbaden (mest); KF i Wiesbaden                                                 |
| Main-Taunus-Kreis                | 1.10.1928 | N < Höchst (d), Königstein (Hilfskreis) (mest) og Wiesbaden (d); KF i Frankfurt am Main, Stadtteil Höchst |
| Marburg                          | 1.4.1929  | DA > Stadtkreis Marburg                                                                                   |
|                                  | 1.12.1930 | DA > Stadtkreis Marburg                                                                                   |
|                                  | 1.10.1932 | E < Kirchhain                                                                                             |
| Melsungen                        |           | |
| Oberlahnkreis                    |           | KF i Weilburg                                                                                             |
|                                  | 1.4.1886  | DI < Oberwesterwaldkreis; DA > Limburg                                                                    |
|                                  | 1.10.1932 | DI < Usingen                                                                                              |
|                                  | 1.10.1933 | DA > Usingen                                                                                              |
| Obertaunuskreis                  |           | KF i Homburg vor der Höhe                                                                                 |
|                                  | 1.4.1886  | DI < Hanau og Stadtkreis Frankfurt am Main; DA > Usingen                                                  |
|                                  | 31.1.1919 | DA > Königstein (Hilfskreis)                                                                              |
|                                  | 1.10.1932 | DI < Usingen                                                                                              |
|                                  | 1.10.1933 | DA > Usingen                                                                                              |
| Oberwesterwaldkreis              |           | KF i Marienberg                                                                                           |
|                                  | 1.4.1886  | DI < Unterwesterwaldkreis; DA > Oberlahnkreis og Westerburg                                               |
|                                  | 1.10.1932 | A > Westerburg                                                                                            |
|                                  | 1933      | NÆ < Westerburg                                                                                           |
| Rheingaukreis                    |           | KF i Rüdesheim                                                                                            |
|                                  | 1.4.1886  | DA > St. Goarshausen                                                                                      |
| Rinteln                          | 1905      | NÆ > Grafschaft Schaumburg                                                                                |
| Rotenburg (Fulda)                |           | |
| St. Goarshausen                  | 1.4.1886  | N < Rheingaukreis (d) og Unterlahnkreis (d)                                                               |
| Schlüchtern                      |           | |
| Schmalkalden                     | 26.4.1907 | NÆ > Herrschaft Schmalkalden                                                                              |
| TwisDI (Kreis der Twiste)        | 1.4.1929  | O < Waldeck; KF i Arolsen                                                                                 |
|                                  | 1.2.1942  | A > Waldeck                                                                                               |
| Unterlahnkreis                   |           | KF i Diez                                                                                                 |
|                                  | 1.4.1886  | DA > Limburg og St. Goarshausen                                                                           |
| Untertaunuskreis                 |           | KF i Langenschwalbach                                                                                     |
|                                  | 1.4.1886  | DA > Usingen                                                                                              |
|                                  | 1927      | KF i Bad Schwalbach                                                                                       |
|                                  | 1.10.1932 | DI < Usingen                                                                                              |
|                                  | 1.10.1933 | DA > Usingen                                                                                              |
| Unterwesterwaldkreis             |           | KF i Montabaur                                                                                            |
|                                  | 1.4.1886  | DA > Oberwesterwaldkreis og Westerburg                                                                    |
|                                  | 1.10.1932 | DI < Westerburg                                                                                           |
| Usingen                          | 1.4.1886  | N < Obertaunuskreis (d) og Untertaunuskreis (d)                                                           |
|                                  | 31.1.1919 | DA > Königstein (Hilfskreis)                                                                              |
|                                  | 1.10.1932 | A > Limburg, Oberlahnkreis, Obertaunuskreis (mest), Untertaunuskreis og Wetzlar                           |
|                                  | 1.10.1933 | N < Oberlahnkreis (d), Obertaunuskreis (d) og Untertaunuskreis (d)                                        |
| Waldeck                          | 1.2.1942  | N < Eder (Kreis der Eder), Eisenberg (Kreis des Eisenberges) og TwisDI (Kreis der Twiste); KF i Korbach   |
| Westerburg                       | 1.4.1886  | N < Oberwesterwaldkreis (d) og Unterwesterwaldkreis (d)                                                   |
|                                  | 1.10.1932 | E < Oberwesterwaldkreis; DA > Unterwesterwaldkreis                                                        |
|                                  | 1933      | NÆ > Oberwesterwaldkreis                                                                                  |
| Wetzlar                          | 1.10.1932 | O < Rheinprovinz; DI < Biedenkopf og Usingen                                                              |
| Wiesbaden                        | 1.4.1886  | N < Mainkreis (mest)                                                                                      |
|                                  | 1.10.1926 | DA > Stadtkreis Wiesbaden                                                                                 |
|                                  | 1.10.1928 | A > Main-Taunus-Kreis og Stadtkreis Wiesbaden (mest)                                                      |
| Witzenhausen                     |           | |
| Wolfhagen                        | 1.4.1896  | DI < Cassel                                                                                               |
| Ziegenhain                       |           | |

### Hohenzollernske Lande
Med virkning fra 17. august 1855 blev de hohenzollernske "Oberämter" ligestillet med Landkredsene i det øvrige Preussen. De to tilbageværende Overämter, Hechingen og Sigmaringen blev omdøbt til kredse den 7. oktober 1925.
| Kreds          | Dato       | Ændring, i givet fald sædet for kredsforvaltningen |
| -------------- | ---------- | -------------------------------------------------- |
| Gammertingen   | 9.8.1861   | E < Trochtelfingen                                 |
|                | 7.10.1925  | A > Sigmaringen (mest) og Hechingen                |
| Haigerloch     | 7.10.1925  | A > Hechingen                                      |
| Hechingen      | 7.10.1925  | E < Haigerloch; DI < Gammertingen                  |
| Ostrach        | 28.3.1862  | A > Sigmaringen                                    |
| Sigmaringen    | 27.12.1861 | E < Wald                                           |
|                | 28.3.1862  | E < Ostrach                                        |
|                | 7.10.1925  | DI < Gammertingen                                  |
| Trochtelfingen | 9.8.1861   | A > Gammertingen                                   |
| Wald           | 27.12.1861 | A > Sigmaringen                                    |

### Øst- og Vestpreussen
| Kreds                     | Dato       | Ændring, i givet fald sædet for kredsforvaltningen                     |
| ------------------------- | ---------- | ---------------------------------------------------------------------- |
| Allenstein                | 1.4.1910   | DA > Stadtkreis Allenstein                                             |
|                           | 1.7.1936   | DA > Stadtkreis Allenstein                                             |
| Angerapp                  | 7.9.1938   | NÆ < Darkehmen                                                         |
| Angerburg                 | 5.7.1876   | DI < Darkehmen                                                         |
| Bartenstein               | 21.9.1927  | NÆ < Friedland i Østpreussen                                           |
|                           | 1.4.1936   | DI < Preußisch Eylau                                                   |
|                           | 1.10.1938  | DI < Rastenburg                                                        |
| Berent                    | 10.1.1920  | O > Freie Stadt Danzig og Polen                                        |
|                           | 1.9.1939   | O < Freie Stadt Danzig                                                 |
|                           | 21.5.1941  | NÆ > Berent (Vestpreussen)                                             |
| Berent (Vestpreussen)     | 21.5.1941  | NÆ < Berent                                                            |
| Braunsberg                |            |                                                                        |
| Briesen                   | 1.10.1887  | N < Culm (d), Graudenz (d), Strasburg (d) og Thorn (d)                 |
|                           | 10.1.1920  | O > Polen                                                              |
|                           | 26.10.1939 | O < Polen                                                              |
| Carthaus                  | ca. 1900   | NÆ > Karthaus                                                          |
| Culm                      | 1.10.1887  | DA > Briesen                                                           |
|                           | 10.1.1920  | O > Polen                                                              |
|                           | 26.10.1939 | O < Polen                                                              |
|                           | 1940       | NÆ > Kulm                                                              |
| Danzig                    |            | KF i Russoschin                                                        |
|                           | 29.3.1828  | DI < Stadtkreis Danzig; KF i Praust                                    |
|                           | 1845       | KF i Danzig                                                            |
|                           | 1864       | DA > Stadtkreis Danzig                                                 |
|                           | 1874       | DA > Stadtkreis Danzig                                                 |
|                           | 1877       | DA > Stadtkreis Danzig                                                 |
|                           | 1.10.1887  | A > Danziger Höhe, Danziger Niederung og Dirschau (d)                  |
|                           | 1.12.1939  | N < Danziger Höhe og Danziger Niederung                                |
|                           | 1.4.1942   | DA > Stadtkreis Danzig                                                 |
| Danziger Höhe             | 1.10.1887  | N < Danzig (d); KF i Danzig                                            |
|                           | 1.4.1902   | DA > Stadtkreis Danzig                                                 |
|                           | 1.4.1914   | DA > Stadtkreis Danzig                                                 |
|                           | 10.1.1920  | O > Freie Stadt Danzig og Polen                                        |
|                           | 1.9.1939   | O < Freie Stadt Danzig                                                 |
|                           | 1.12.1939  | A > Danzig                                                             |
| Danziger Niederung        | 1.10.1887  | N < Danzig (d); KF i Danzig                                            |
|                           | 1.4.1907   | DA > Stadtkreis Danzig                                                 |
|                           | 1.4.1914   | DA > Stadtkreis Danzig                                                 |
|                           | 10.1.1920  | DO > Freie Stadt Danzig                                                |
|                           | 1.7.1922   | A > Elbing                                                             |
|                           | 1.9.1939   | O < Freie Stadt Danzig                                                 |
|                           | 1.10.1939  | DA > Großes Werder                                                     |
|                           | 1.12.1939  | A > Danzig                                                             |
| Darkehmen                 | 17.6.1875  | DA > Gumbinnen                                                         |
|                           | 5.7.1976   | DA > Angerburg                                                         |
|                           | 7.9.1938   | NÆ > Angerapp                                                          |
| Deutsch Krone             | 8.2.1878   | DI < Dramburg                                                          |
| Dirschau                  | 1.10.1887  | N < Danzig (d) og Preußisch Stargard (d)                               |
|                           | 10.1.1920  | O > Freie Stadt Danzig og Polen                                        |
|                           | 26.10.1939 | O < Polen                                                              |
| Ebenrode                  | 7.9.1938   | NÆ < Stallupönen                                                       |
| Elbing                    | 1.1.1874   | DA > Stadtkreis Elbing                                                 |
|                           | 10.1.1920  | DA > Freie Stadt Danzig                                                |
|                           | 1.7.1922   | E < Danziger Niederung                                                 |
|                           | 1.9.1939   | N; U < Freie Stadt Danzig                                              |
| Elchniederung             | 7.9.1938   | NÆ < Niederung; KF i Heinrichswalde                                    |
| Fischhausen               | 1.4.1929   | A > Samland (mest) og Stadtkreis Königsberg                            |
| Flatow                    | 10.1.1920  | DI < Kolmar i Posen; DO > Polen                                        |
| Friedland i Østpreussen   |            | KF i Friedland i Østpreussen                                           |
|                           | 1.4.1845   | KF i Domnau                                                            |
|                           | 10.12.1895 | DA > Wehlau                                                            |
|                           | 1902       | DI < Wehlau                                                            |
|                           | 1.10.1902  | KF i Bartenstein                                                       |
|                           | 21.9.1927  | NÆ > Bartenstein                                                       |
| Gerdauen                  |            |                                                                        |
| Goldap                    | 1.1.1843   | OU <> Stallupönen                                                      |
| Graudenz                  | 1.10.1887  | DA > Briesen                                                           |
|                           | 1.1.1900   | DA > Stadtkreis Graudenz                                               |
|                           | 10.1.1920  | A: DA > Marienwerder, Rosenberg i Vestpreussen; DO > Polen             |
|                           | 26.10.1939 | N; U < Polen                                                           |
| Großes Werder             | 1.9.1939   | N; U < Freie Stadt Danzig; KF i Tiegenhof                              |
|                           | 1.10.1939  | DI < Danziger Niederung                                                |
| Gumbinnen                 | 1824       | DI < Stallupönen                                                       |
|                           | 17.6.1875  | DI < Darkehmen                                                         |
|                           | 1.10.1937  | DI < Pillkallen                                                        |
| Heiligenbeil              |            | KF i Zinten                                                            |
|                           | ca. 1820   | KF i Heiligenbeil                                                      |
| Heilsberg                 |            | KF i Guttstadt                                                         |
|                           | 1899       | KF i Heilsberg                                                         |
| Heydekrug                 | 10.1.1920  | DA > Memelgebiet, später Litauen                                       |
|                           | 1.7.1922   | A > Niederung                                                          |
|                           | 1.10.1939  | N; U < Litauen                                                         |
| Insterburg                | 1.4.1902   | DA > Stadtkreis Insterburg                                             |
| Johannisburg              | 17.6.1875  | DA > Sensburg                                                          |
| Karthaus                  | ca. 1900   | NÆ < Carthaus                                                          |
|                           | 10.1.1920  | A; DA > Bütow og Lauenburg i Pommern; DO > Freie Stadt Danzig og Polen |
|                           | 1.9.1939   | O < Freie Stadt Danzig og Polen                                        |
| Königsberg i Preußen      | 29.3.1828  | DI < Stadtkreis Königsberg                                             |
|                           | 1.4.1905   | DA > Stadtkreis Königsberg                                             |
|                           | 1.4.1939   | A > Samland (mest) og Stadtkreis Königsberg                            |
| Konitz                    | 25.3.1875  | DA > Tuchel                                                            |
|                           | 1.4.1882   | DI < Preußisch Stargard                                                |
|                           | 10.1.1920  | O > Polen                                                              |
|                           | 1.9.1939   | O < Freie Stadt Danzig                                                 |
| Kreuzburg                 | 1.4.1819   | NÆ > Preußisch Eylau                                                   |
| Kulm                      | 1940       | NÆ < Culm                                                              |
|                           | 21.5.1941  | NÆ > Kulm (Weichsel)                                                   |
| Kulm (Weichsel)           | 21.5.1941  | NÆ < Kulm                                                              |
| Labiau                    |            |                                                                        |
| Leipe (Vestpreussen)      | 21.5.1941  | NÆ < Lipno                                                             |
| Lipno                     | 26.10.1939 | N; U < Polen                                                           |
|                           | 21.5.1941  | NÆ > Leipe (Vestpreussen)                                              |
| Löbau                     |            | KF i Neumark i Vestpreussen                                            |
|                           | 10.1.1920  | A: DA > Rosenberg i Vestpreussen; DO > Polen                           |
|                           | 26.10.1939 | O < Polen                                                              |
|                           | 21.5.1941  | NÆ > Löbau (Vestpreussen)                                              |
| Löbau (Vestpreussen)      | 21.5.1941  | NÆ < Löbau; KF i Neumark i Vestpreussen                                |
|                           | noch 1941  | NÆ > Neumark (Vestpreussen)                                            |
| Lötzen                    |            | KF i Rhein                                                             |
|                           | 1.3.1820   | KF i Lötzen                                                            |
| Lyck                      | 23.6.1909  | DA > Oletzko                                                           |
| Mackeim                   | 21.5.1941  | NÆ < Makow                                                             |
| Makow                     | 26.10.1939 | N; U < Polen                                                           |
|                           | 21.5.1941  | NÆ > Mackeim                                                           |
| Marienburg i Vestpreussen | 10.1.1920  | DO > Freie Stadt Danzig                                                |
| Marienwerder              | 10.1.1920  | DI < Graudenz; DA > Polen                                              |
| Memel                     | 10.1.1920  | O > Memelgebiet, später Litauen                                        |
|                           | 1.10.1939  | O < Litauen                                                            |
| Mielau                    | 21.5.1941  | NÆ < Mlawa                                                             |
| Mlawa                     | 26.10.1939 | N; U < Polen                                                           |
|                           | 21.5.1941  | NÆ > Mielau                                                            |
| Mohrungen                 |            |                                                                        |
| Neidenburg                | 10.1.1920  | DO > Polen                                                             |
|                           | 26.10.1939 | DO < Polen                                                             |
| Neumark (Vestpreussen)    | 1941       | NÆ < Löbau (Vestpreussen)                                              |
| Neustadt i Vestpreussen   | 1.10.1887  | DA > Putzig                                                            |
|                           | 10.1.1920  | A: DA > Lauenburg i Pommern; DO > Freie Stadt Danzig og Polen          |
|                           | 1.9.1939   | O < Freie Stadt Danzig                                                 |
|                           | 21.5.1941  | NÆ > Neustadt (Vestpreussen)                                           |
| Neustadt (Vestpreussen)   | 21.5.1941  | NÆ < Neustadt i Vestpreussen                                           |
| Niederung                 |            | KF i Heinrichswalde                                                    |
|                           | 1.1.1836   | DA > Tilsit                                                            |
|                           | 17.6.1875  | DA > Tilsit                                                            |
|                           | 10.1.1920  | DO > Memelgebiet, später Litauen                                       |
|                           | 1.7.1922   | E < Heydekrug; DA > Tilsit-Ragnit                                      |
|                           | 7.9.1938   | NÆ > Elchniederung                                                     |
| Oletzko                   |            | KF i Oletzko                                                           |
|                           | 1832       | KF i Marggrabowa (NÆ < Oletzko)                                        |
|                           | 23.7.1909  | DI < Lyck                                                              |
|                           | 21.12.1928 | KF i Treuburg (NÆ < Marggrabowa)                                       |
|                           | 27.6.1933  | NÆ > Treuburg                                                          |
| Ortelsburg                |            |                                                                        |
| Ostenburg                 | 21.5.1941  | NÆ < Pultusk                                                           |
| Osterode i Østpreussen    | 12.8.1920  | DI < Löbau; DO > Polen                                                 |
| Ostrolenka                | 26.10.1939 | N; U < Polen                                                           |
|                           | 21.5.1941  | NÆ > Scharfenwiese                                                     |
| Pillkallen                | 5.7.1876   | DA > Ragnit                                                            |
|                           | 1.10.1937  | DA > Gumbinnen                                                         |
|                           | 7.9.1938   | NÆ > Schloßberg                                                        |
| Plock                     | 26.10.1939 | N; U < Polen                                                           |
|                           | 21.5.1941  | NÆ > Schröttersburg                                                    |
| Plöhnen                   | 21.5.1941  | NÆ < Plonsk                                                            |
| Plonsk                    | 26.10.1939 | N; U < Polen                                                           |
|                           | 21.5.1941  | NÆ > Plöhnen                                                           |
| Praschnitz                | 26.10.1939 | N; U < Polen                                                           |
| Preußisch Eylau           | 1.4.1819   | NÆ < Kreuzburg                                                         |
|                           | 1.4.1936   | DA > Bartenstein                                                       |
| Preußisch Holland         |            |                                                                        |
| Preußisch Stargard        | 1.4.1882   | DA > Konitz                                                            |
|                           | 1.10.1887  | DA > Dirschau                                                          |
|                           | 10.1.1920  | O > Polen                                                              |
|                           | 1.9.1939   | O < Polen                                                              |
| Pultusk                   | 26.10.1939 | N; U < Polen                                                           |
|                           | 21.5.1941  | NÆ > Ostenburg                                                         |
| Putzig                    | 1.10.1887  | N < Neustadt i Vestpreussen (d)                                        |
|                           | 10.1.1920  | A: DA > Lauenburg i Pommern; DO > Polen                                |
| Ragnit                    | 17.6.1875  | DI < Tilsit                                                            |
|                           | 5.7.1876   | DI < Pillkallen                                                        |
|                           | 10.1.1920  | DO > Memelgebiet, später Litauen                                       |
|                           | 1.7.1922   | A > Tilsit-Ragnit                                                      |
| Rastenburg                | 4.3.1909   | DA > Rößel                                                             |
|                           | 1.10.1938  | DA > Bartenstein                                                       |
| Rippin (Vestpreussen)     | 21.5.1941  | NÆ < Rypin                                                             |
| Rosenberg i Vestpreussen  | 10.1.1920  | DI < Graudenz og Löbau; DO > Polen                                     |
|                           | 21.5.1941  | NÆ > Rosenberg (Vestpreussen)                                          |
| Rosenberg (Vestpreussen)  | 21.5.1941  | NÆ < Rosenberg i Vestpreussen                                          |
| Rößel                     |            | KF i Rößel                                                             |
|                           | 4.1.1863   | KF i Bischofsburg                                                      |
|                           | 4.3.1909   | DI < Rastenburg                                                        |
| Rypin                     | 26.10.1939 | U < Polen                                                              |
|                           | 21.5.1941  | NÆ > Rippin (Vestpreussen)                                             |
| Samland                   | 1.4.1939   | N < Fischhausen (mest) og Königsberg (mest)                            |
| Scharfenwiese             | 21.5.1941  | NÆ < Ostrolenka                                                        |
|                           | 1.8.1941   | U < Sovjetiske interessesfære i Polen                                  |
| Schirps                   | 26.10.1939 | N; U < Polen                                                           |
|                           | 21.5.1941  | NÆ > Sichelberg                                                        |
| Schlochau                 | 10.1.1920  | DA > Rummelsburg; DO > Polen                                           |
| Schloßberg                | 7.9.1938   | NÆ < Pillkallen                                                        |
| Schröttersburg            | 21.5.1941  | NÆ < Plock                                                             |
| Schwetz                   | 10.1.1920  | O > Polen                                                              |
|                           | 26.10.1939 | O < Polen                                                              |
| Sensburg                  | 17.6.1875  | DI < Johannisburg                                                      |
| Sichelberg                | 21.5.1941  | NÆ < Schirps                                                           |
| Stallupönen               | 1824       | DA > Gumbinnen                                                         |
|                           | 1.1.1843   | OU <> Goldap                                                           |
|                           | 7.9.1938   | NÆ > Ebenrode                                                          |
| Strasburg i Vestpreussen  | 1.10.1887  | DA > Briesen                                                           |
|                           | 10.1.1920  | O > Polen                                                              |
|                           | 26.10.1939 | O < Polen                                                              |
|                           | 21.5.1941  | NÆ > Strasburg (Vestpreussen)                                          |
| Strasburg (Vestpreussen)  | 21.5.1941  | NÆ < Strasburg i Vestpreussen                                          |
| Stuhm                     |            |                                                                        |
| Sudauen                   | 21.5.1941  | NÆ < Suwalken                                                          |
| Suwalken                  | 26.10.1939 | N; U < Polen                                                           |
|                           | 21.5.1941  | NÆ > Sudauen                                                           |
| Thorn                     | 1.10.1887  | DA > Briesen                                                           |
|                           | 1.4.1900   | DA > Stadtkreis Thorn                                                  |
|                           | 1.4.1906   | DA > Stadtkreis Thorn                                                  |
|                           | 10.1.1920  | O > Polen                                                              |
| Tilsit                    | 1.1.1836   | DI < Niederung                                                         |
|                           | 17.6.1875  | DI < Niederung; DA > Ragnit                                            |
|                           | 1.4.1896   | DA > Stadtkreis Tilsit                                                 |
|                           | 2.7.1899   | DI < Stadtkreis Tilsit                                                 |
|                           | 10.1.1920  | DO > Memelgebiet, später Litauen                                       |
|                           | 1.7.1922   | A > Tilsit-Ragnit (mest) og Stadtkreis Tilsit                          |
| Tilsit-Ragnit             | 1.7.1922   | N < Niederung (d), Ragnit og Tilsit (mest); KF i Tilsit                |
|                           | 1.10.1939  | DO < Litauen                                                           |
| Treuburg                  | 27.6.1933  | NÆ < Oletzko                                                           |
| Tuchel                    | 25.3.1875  | N < Konitz (d)                                                         |
|                           | 10.1.1920  | O > Polen                                                              |
|                           | 26.10.1939 | O < Polen                                                              |
| Wehlau                    | 10.12.1895 | DI < Friedland i Østpreussen                                           |
|                           | 1902       | DA > Friedland i Østpreussen                                           |
| Zempelburg                | 26.10.1939 | N; U < Polen                                                           |
| Zichenau                  | 26.10.1939 | N; U < Polen                                                           |

### Pommern
| Kreds               | Dato       | Ændring, i givet fald sædet for kredsforvaltningen                |
| ------------------- | ---------- | ----------------------------------------------------------------- |
| Anklam              |            |                                                                   |
| Belgard             | 1.10.1932  | DI < Bublitz og Schivelbein                                       |
|                     | ca. 1935   | NÆ > Belgard (Persante)                                           |
| Belgard (Persante)  | ca. 1935   | NÆ < Belgard                                                      |
| Bublitz             | 1.9.1872   | N < Fürstenthum (d)                                               |
|                     | 1.10.1932  | A > Belgard, Köslin (mest), Neustettin og Rummelsburg             |
| Bütow               | 1.1.1846   | N < Lauenburg-Bütow (d)                                           |
|                     | 10.1.1920  | DI < Karthaus; DO > Polen                                         |
| Cammin              |            |                                                                   |
| Colberg-Cörlin      | 1.9.1872   | N < Fürstenthum (d); KF i Colberg                                 |
|                     | ca. 1891   | NÆ > Kolberg-Körlin                                               |
| Cöslin              | 1.9.1872   | N < Fürstenthum (mest)                                            |
|                     | 1920       | NÆ > Köslin                                                       |
| Demmin              |            |                                                                   |
| Dramburg            | 8.2.1878   | DA > Deutsch Krone                                                |
|                     | 1.10.1932  | DI < Belgard                                                      |
| Franzburg           |            | KF i Franzburg                                                    |
|                     | 1874       | DA > Stadtkreis Stralsund                                         |
|                     | 1.10.1925  | KF i Barth                                                        |
|                     | 1.2.1928   | NÆ > Franzburg-Barth                                              |
| Franzburg-Barth     | 1.2.1928   | NÆ < Franzburg; KF i Barth                                        |
| Fürstenthum         |            | KF i Cöslin                                                       |
|                     | 1.9.1872   | A > Bublitz, Colberg-Cörlin og Cöslin (mest)                      |
| Greifenberg         |            |                                                                   |
| Greifenhagen        | 15.10.1939 | DI < Randow; DA > Stadtkreis Stettin                              |
|                     | 1945       | DA > Randow                                                       |
| Greifswald          | 1.4.1913   | DA > Stadtkreis Greifswald                                        |
| Grimmen             |            | KF i Loitz                                                        |
|                     | 22.12.1818 | KF i Grimmen                                                      |
| Kolberg-Körlin      | ca. 1891   | NÆ < Colberg-Cörlin; KF i Kolberg                                 |
|                     | 1.5.1920   | DA > Stadtkreis Kolberg                                           |
| Köslin              | 1920       | NÆ < Cöslin (mest)                                                |
|                     | 1.4.1923   | DA > Stadtkreis Köslin                                            |
|                     | 1.10.1932  | DI < Bublitz; DA > Belgard, Neustettin og Rummelsburg             |
| Lauenburg i Pommern | 1.1.1846   | N < Lauenburg-Bütow (mest)                                        |
|                     | 10.1.1920  | DI < Karthaus; DO > Polen                                         |
| Lauenburg-Bütow     |            | KF i Lauenburg                                                    |
|                     | 1.1.1846   | A > Bütow og Lauenburg i Pommern (mest)                           |
| Naugard             | 15.10.1939 | DI < Randow; DA > Stadtkreis Stettin                              |
| Neustettin          | 1.10.1932  | DI < Bublitz                                                      |
| Pyritz              |            |                                                                   |
| Randow              |            | KF i Stettin                                                      |
|                     | 26.9.1826  | E < Immediatstadt Stettin                                         |
|                     | 16.3.1857  | DA > Immediatstadt Stettin                                        |
|                     | 1.4.1900   | DA > Stadtkreis Stettin                                           |
|                     | 15.10.1939 | A > Greifenhagen, Naugard, Ueckermünde og Stadtkreis Stettin      |
|                     | 1945       | N < Greifenhagen (d) og Ueckermünde (d) og Stadtkreis Stettin (d) |
|                     | 5.7.1945   | KF i Hohenholz                                                    |
|                     | 8.1945     | KF i Pölitz                                                       |
|                     | 10.1945    | KF i Löcknitz                                                     |
| Regenwalde          |            | KF i Labes                                                        |
| Rügen               |            | KF i Bergen auf Rügen                                             |
| Rummelsburg         | 5.7.1876   | DA > Schlawe og Stolp                                             |
|                     | 8.2.1878   | DI < Schlawe                                                      |
|                     | 10.1.1920  | DI < Schlochau                                                    |
|                     | 1.10.1932  | DI < Bublitz                                                      |
| Saatzig             |            | KF i Stargard                                                     |
|                     | 1.4.1901   | DA > Stadtkreis Stargard                                          |
| Schivelbein         | 1.10.1932  | A > Belgard (mest) og Dramburg                                    |
| Schlawe             | 5.7.1876   | DI < Rummelsburg; OU <> Stolp                                     |
|                     | 8.2.1878   | DA > Rummelsburg                                                  |
| Stolp               | 5.7.1876   | DI < Rummelsburg; OU <> Schlawe                                   |
|                     | 1.4.1898   | DA > Stadtkreis Stolp                                             |
|                     | 10.1.1920  | DO > Polen                                                        |
| Ueckermünde         | 15.10.1939 | DI < Randow                                                       |
|                     | 1945       | DA > Randow                                                       |
| Usedom-Wollin       |            | KF i Swinemünde                                                   |

### Posen
| Kreds                   | Dato       | Ændring, i givet fald sædet for kredsforvaltningen                    |
| ----------------------- | ---------- | --------------------------------------------------------------------- |
| Adelnau                 |            | KF i Ostrowo                                                          |
|                         | 1.10.1887  | DA > Ostrowo; KF i Adelnau                                            |
|                         | 10.1.1920  | O > Polen                                                             |
| Altburgund              | 21.5.1941  | NÆ < Schubin                                                          |
| Birnbaum                | 1.10.1887  | DA > Schwerin an der Warthe                                           |
|                         | 10.1.1920  | DO > Polen                                                            |
|                         | 26.10.1939 | NÆ > Birnbaum (Wartheland)                                            |
| Birnbaum (Wartheland)   | 26.10.1939 | NÆ < Birnbaum; DO < Polen                                             |
| Bomst                   |            | KF i Wollstein                                                        |
|                         | 10.1.1920  | KF i Züllichau (Landkreis Züllichau-Schwiebus) i Brandenburg          |
|                         | 1.10.1938  | A > Grünberg og Züllichau-Schwiebus (mest)                            |
| Bromberg                | 29.5.1875  | DA > Immediatstadt Bromberg                                           |
|                         | 10.1.1920  | O > Polen                                                             |
|                         | 26.10.1939 | O < Polen                                                             |
| Buk                     |            | KF i Neutomischel                                                     |
|                         | 1.10.1887  | A > Grätz og Neutomischel (mest)                                      |
| Chodziesen              | 6.3.1877   | NÆ > Kolmar i Posen                                                   |
| Czarnikau               | 1.10.1887  | DA > Filehne                                                          |
|                         | 10.1.1920  | A; DA > Netzekreis, DO > Polen                                        |
| Dietfurt                | 21.5.1941  | NÆ < Znin                                                             |
| Eichenbrück             | 21.5.1941  | NÆ < Wongrowitz                                                       |
| Filehne                 | 1.10.1887  | N < Czarnikau (d)                                                     |
|                         | 10.1.1920  | A; DA > Netzekreis, DO > Polen                                        |
| Fraustadt               | 1.10.1887  | DA > Lissa                                                            |
| Gnesen                  | 1.10.1887  | DA > Witkowo                                                          |
|                         | 10.1.1920  | O > Polen                                                             |
|                         | 26.10.1939 | O < Polen                                                             |
| Gostingen               | 21.5.1941  | NÆ < Gostyn                                                           |
| Gostyn                  | 1.10.1887  | N < Kröben (d) og Schrimm (d)                                         |
|                         | 10.1.1920  | O > Polen                                                             |
|                         | 26.10.1939 | O < Polen                                                             |
|                         | 21.5.1941  | NÆ > Gostingen                                                        |
| Gostynin                | 26.10.1939 | U < Polen                                                             |
|                         | 21.5.1941  | NÆ > Waldrode                                                         |
| Grätz                   | 1.10.1887  | N < Buk (d)                                                           |
|                         | 10.1.1920  | O > Polen                                                             |
|                         | 21.5.1941  | NÆ < Neutomischel                                                     |
| Hermannsbad             | 21.5.1941  | NÆ < Nessau                                                           |
| Hohensalza              | 5.12.1904  | NÆ < Inowrazlaw                                                       |
|                         | 10.1.1920  | O > Polen                                                             |
|                         | 26.10.1939 | O < Polen                                                             |
| Inowrazlaw              | 26.5.1886  | DA > Strelno                                                          |
|                         | 5.12.1904  | NÆ > Hohensalza                                                       |
| Jarotschin              | 1.10.1887  | N < Pleschen (d), Schrimm (d) og Wreschen (d)                         |
|                         | 10.1.1920  | O > Polen                                                             |
|                         | 26.10.1939 | O < Polen                                                             |
| Kempen i Posen          | 1.10.1887  | N < Schildberg (d)                                                    |
|                         | 10.1.1920  | O > Polen                                                             |
| Kolmar i Posen          | 6.3.1877   | NÆ < Chodziesen                                                       |
|                         | 10.1.1920  | A; DA > Flatow og Netzekreis; DO > Polen                              |
| Kolmar (Wartheland)     | 26.10.1939 | N; U < Polen                                                          |
| Kolo                    | 26.10.1939 | U < Polen                                                             |
|                         | 1940       | NÆ > Wartbrücken                                                      |
| Konin                   | 26.10.1939 | U < Polen                                                             |
| Koschmin                | 1.10.1887  | N < Krotoschin (d)                                                    |
|                         | 10.1.1920  | O > Polen                                                             |
| Kosten                  | 1.10.1887  | DA > Schmiegel                                                        |
|                         | 10.1.1920  | O > Polen                                                             |
|                         | 26.10.1939 | O < Polen                                                             |
| Kröben                  |            | KF i Rawitsch                                                         |
|                         | 1.10.1887  | A > Gostyn og Rawitsch (mest)                                         |
| Krotoschin              | 1.10.1887  | DA > Koschmin                                                         |
|                         | 10.1.1920  | A: DA > Militsch; DO > Polen                                          |
|                         | 26.10.1939 | N; U < Polen                                                          |
| Kutno                   | 26.10.1939 | U < Polen                                                             |
|                         | 21.5.1941  | NÆ > Kutten                                                           |
| Kutten                  | 21.5.1941  | NÆ < Kutno                                                            |
| Leslau                  | 26.10.1939 | U < Polen                                                             |
| Lissa                   | 1.10.1887  | N < Fraustadt (d)                                                     |
|                         | 10.1.1920  | A: DA > Guhrau; DO > Polen                                            |
| Lissa (Wartheland)      | 26.10.1939 | O < Polen                                                             |
| Meseritz                |            |                                                                       |
| Mogilno                 | 1.10.1887  | DA > Znin                                                             |
|                         | 10.1.1920  | O > Polen                                                             |
|                         | 26.10.1939 | O < Polen                                                             |
| Nessau                  | 26.10.1939 | U < Polen                                                             |
|                         | 21.5.1941  | NÆ > Hermannsbad                                                      |
| Netzekreis              | 10.1.1920  | N < Czarnikau (d), Filehne (d) og Kolmar i Posen (d); KF i Schönlanke |
|                         | 1.7.1922   | DA > Stadtkreis Schneidemühl                                          |
| Neutomischel            | 1.10.1887  | N < Buk (mest)                                                        |
|                         | 10.1.1920  | O > Polen                                                             |
|                         | 26.10.1939 | O < Polen                                                             |
|                         | 21.5.1941  | NÆ > Grätz                                                            |
| Obernick (Warthe)       | 21.5.1941  | NÆ < Obornik                                                          |
| Obornik                 | 10.1.1920  | O > Polen                                                             |
|                         | 26.10.1939 | O < Polen                                                             |
|                         | 21.5.1941  | NÆ > Obernick (Warthe)                                                |
| Ostrowo                 | 1.10.1887  | N < Adelnau (d)                                                       |
|                         | 10.1.1920  | O > Polen                                                             |
|                         | 26.10.1939 | O < Polen                                                             |
| Peysern                 |            | KF i Wreschen                                                         |
|                         | 31.7.1819  | NÆ > Wreschen                                                         |
| Pleschen                | 1.10.1887  | DA > Jarotschin                                                       |
|                         | 10.1.1920  | O > Polen                                                             |
| Posen                   | 1.10.1887  | A > Posen-Ost og Posen-West                                           |
|                         | 26.10.1939 | N; U < Polen                                                          |
| Posen-Ost               | 1.10.1887  | N < Posen (d)                                                         |
|                         | 18.9.1895  | DA > Stadtkreis Posen                                                 |
|                         | 1.4.1900   | DI < Schroda; DA > Stadtkreis Posen                                   |
|                         | 10.1.1920  | O > Polen                                                             |
| Posen-West              | 1.10.1887  | N < Posen (d)                                                         |
|                         | 10.1.1920  | O > Polen                                                             |
| Rawitsch                | 1.10.1887  | N < Kröben (mest)                                                     |
|                         | 10.1.1920  | A; DA > Guhrau, Militsch, DO > Polen                                  |
|                         | 26.10.1939 | O < Polen                                                             |
| Samter                  | 10.1.1920  | O > Polen                                                             |
|                         | 26.10.1939 | O < Polen                                                             |
| Scharnikau              | 26.10.1939 | O < Polen                                                             |
|                         | 21.5.1941  | NÆ > Scharnikau (Wartheland)                                          |
| Scharnikau (Wartheland) | 21.5.1941  | NÆ < Scharnikau                                                       |
| Schildberg              |            | KF i Kempen                                                           |
|                         | 1.10.1887  | DA > Kempen i Posen; KF i Schildberg                                  |
|                         | 10.1.1920  | O > Polen                                                             |
| Schmiegel               | 1.10.1887  | N < Kosten (d)                                                        |
|                         | 10.1.1920  | O > Polen                                                             |
| Schrimm                 | 1.10.1887  | DA > Gostyn og Jarotschin                                             |
|                         | 10.1.1920  | O > Polen                                                             |
|                         | 26.10.1939 | O < Polen                                                             |
| Schroda                 | 1.4.1900   | DA > Posen-Ost                                                        |
|                         | 10.1.1920  | O > Polen                                                             |
|                         | 26.10.1939 | O < Polen                                                             |
| Schubin                 | 1.10.1887  | DA > Znin                                                             |
|                         | 10.1.1920  | O > Polen                                                             |
|                         | 26.10.1939 | O < Polen                                                             |
|                         | 21.5.1941  | NÆ > Altburgund                                                       |
| Schwerin an der Warthe  | 1.10.1887  | N < Birnbaum (d)                                                      |
|                         | 10.1.1920  | DO > Polen                                                            |
| Strelno                 | 26.5.1886  | N < Inowrazlaw (d)                                                    |
|                         | 10.1.1920  | O > Polen                                                             |
| Waldrode                | 21.5.1941  | NÆ < Gostynin                                                         |
| Wartbrücken             | 1940       | NÆ < Kolo                                                             |
|                         | 21.5.1941  | NÆ > Warthbrücken                                                     |
| Warthbrücken            | 21.5.1941  | NÆ < Wartbrücken                                                      |
| Wirsitz                 | 10.1.1920  | O > Polen                                                             |
|                         | 26.10.1939 | O < Polen                                                             |
| Witkowo                 | 1.10.1887  | N < Gnesen (d)                                                        |
|                         | 10.1.1920  | O > Polen                                                             |
| Wollstein               | 26.10.1939 | N; U < Polen                                                          |
| Wongrowitz              | 1.10.1887  | DA > Znin                                                             |
|                         | 10.1.1920  | O > Polen                                                             |
|                         | 26.10.1939 | O < Polen                                                             |
|                         | 21.5.1941  | NÆ > Eichenbrück                                                      |
| Wreschen                | 31.7.1819  | NÆ < Peysern                                                          |
|                         | 1.10.1887  | DA > Jarotschin                                                       |
|                         | 10.1.1920  | O > Polen                                                             |
|                         | 26.10.1939 | O < Polen                                                             |
| Znin                    | 1.10.1887  | N < Mogilno (d), Schubin (d) og Wongrowitz (d)                        |
|                         | 10.1.1920  | O > Polen                                                             |
|                         | 26.10.1939 | O < Polen                                                             |
|                         | 21.5.1941  | NÆ > Dietfurt                                                         |

### Rhinlandet
| Kreds                              | Dato       | Ændring, i givet fald sædet for kredsforvaltningen                                     |
| ---------------------------------- | ---------- | -------------------------------------------------------------------------------------- |
| Aachen                             |            | KF i Burtscheid                                                                        |
|                                    | 1.4.1897   | DA > Stadtkreis Aachen; KF i Aachen, Stadtteil Burtscheid                              |
|                                    | 1.4.1906   | DA > Stadtkreis Aachen                                                                 |
|                                    | 1.10.1932  | DI < Düren, Geilenkirchen og Jülich                                                    |
| Adenau                             | 1818       | DA > Ahrweiler                                                                         |
|                                    | 1.10.1932  | A > Ahrweiler (mest) og Mayen (d)                                                      |
| Ahrweiler                          | 1818       | DI < Adenau og Mayen                                                                   |
|                                    | 1.10.1932  | DI < Adenau                                                                            |
|                                    | 25.11.1941 | DI < Mayen                                                                             |
|                                    | 1.4.1942   | DI < Mayen                                                                             |
| Altenkirchen                       |            |                                                                                        |
| Bergheim                           |            |                                                                                        |
| Bernkastel                         |            |                                                                                        |
| Birkenfeld                         | 1.4.1937   | N < Restkreis St. Wendel-Baumholder; DO < Land Oldenburg                               |
| Bitburg                            |            |                                                                                        |
| Blankenheim                        | 15.6.1818  | A > Gemünd                                                                             |
| Bonn                               | 1.10.1887  | DA > Stadtkreis Bonn                                                                   |
|                                    | 1.4.1904   | DA > Stadtkreis Bonn                                                                   |
|                                    | 1.10.1932  | DI < Rheinbach; DA > Köln                                                              |
| Braunfels                          | 1.5.1822   | A > Wetzlar                                                                            |
| Cleve                              | 20.7.1935  | NÆ > Kleve                                                                             |
| Coblenz                            | 1.5.1822   | DA > Neuwied                                                                           |
|                                    | 1.10.1887  | DA > Stadtkreis Coblenz                                                                |
|                                    | 1.9.1891   | DA > Stadtkreis Coblenz                                                                |
|                                    | 1.4.1902   | DA > Stadtkreis Coblenz                                                                |
|                                    | 29.9.1923  | DA > Stadtkreis Coblenz                                                                |
|                                    | 14.5.1926  | NÆ > Coblenz                                                                           |
| Cochem                             |            |                                                                                        |
| Cöln                               | 8.9.1857   | NÆ < Köln                                                                              |
|                                    | 1.4.1888   | DA > Stadtkreis Cöln                                                                   |
|                                    | 1.4.1910   | DA > Stadtkreis Cöln                                                                   |
|                                    | 10.4.1920  | NÆ > Köln                                                                              |
| Crefeld                            | 1.1.1819   | DA > Kempen                                                                            |
|                                    | 5.3.1819   | OU <> Gladbach                                                                         |
|                                    | 3.12.1857  | DA > Mörs                                                                              |
|                                    | 14.10.1872 | DA > Immediatstadt Crefeld                                                             |
|                                    | 3.8.1901   | DA > Stadtkreis Crefeld                                                                |
|                                    | 15.10.1907 | DA > Stadtkreis Crefeld                                                                |
|                                    | 1929       | NÆ > Krefeld                                                                           |
| Creuznach                          | ca. 1920   | NÆ > Kreuznach                                                                         |
| Daun                               |            |                                                                                        |
| Dinslaken                          | 27.9.1823  | A > Duisburg (mest) og Rees                                                            |
|                                    | 1.4.1909   | NÆ < Ruhrort                                                                           |
|                                    | 20.4.1909  | DA > Stadtkreis Oberhausen                                                             |
|                                    | 1.5.1911   | DA > Stadtkreis Hamborn                                                                |
|                                    | 1.7.1917   | DA > Stadtkreise Hamborn og Sterkrade                                                  |
| Duisburg                           | 27.9.1823  | N < Dinslaken (mest) og Essen                                                          |
|                                    | 1859       | DA > Essen                                                                             |
|                                    | 1862       | DI < Essen                                                                             |
|                                    | 24.1.1874  | A > Mülheim an der Ruhr og Immediatstadt Duisburg (mest)                               |
| Düren                              | 1.10.1932  | DA > Aachen                                                                            |
| Düsseldorf                         | 16.8.1820  | E < Immediatstadt Düsseldorf                                                           |
|                                    | 20.4.1872  | DA > Immediatstadt Düsseldorf                                                          |
|                                    | 1.4.1909   | DA > Stadtkreis Düsseldorf                                                             |
|                                    | 1.8.1929   | A > Düsseldorf-Mettmann (mest) og Stadtkreise Duisburg-Hamborn og Düsseldorf           |
| Düsseldorf-Mettmann                | 1.8.1929   | N < Düsseldorf (mest), Essen (d) og Mettmann (mest); KF i Düsseldorf                   |
| Elberfeld                          | 1.11.1820  | E < Mettmann                                                                           |
|                                    | 1.6.1861   | A > Mettmann og ImmediatstädDI Barmen og Elberfeld                                     |
| Erkelenz                           | 1.1.1819   | DA > Grevenbroich                                                                      |
|                                    | 1.10.1932  | DI < Heinsberg                                                                         |
|                                    | 1.4.1936   | DA > Jülich                                                                            |
| Essen                              | 27.9.1823  | A > Duisburg                                                                           |
|                                    | 1859       | N < Duisburg (d)                                                                       |
|                                    | 1862       | DA > Duisburg                                                                          |
|                                    | 28.2.1873  | DA > Immediatstadt Essen                                                               |
|                                    | 1.8.1901   | DA > Stadtkreis Essen                                                                  |
|                                    | 1.7.1905   | DA > Stadtkreis Essen                                                                  |
|                                    | 1.4.1908   | DA > Stadtkreis Essen                                                                  |
|                                    | 1.4.1910   | DI < Mülheim an der Ruhr; DA > Stadtkreis Essen                                        |
|                                    | 1.4.1915   | DA > Stadtkreis Essen                                                                  |
|                                    | 1.7.1920   | DA > Stadtkreis Mülheim an der Ruhr                                                    |
|                                    | 1.8.1929   | A > Düsseldorf-Mettmann og Stadtkreis Essen (mest)                                     |
| Eupen                              | 10.1.1920  | DO > Belgien                                                                           |
|                                    | 1.11.1922  | A > Stadtkreis Aachen                                                                  |
|                                    | 18.5.1940  | O < Belgien                                                                            |
|                                    | 1.6.1940   | DO < Belgien                                                                           |
| Euskirchen                         | 17.2.1827  | NÆ < Lechenich                                                                         |
|                                    | 1.10.1932  | DI < Rheinbach                                                                         |
| Geilenkirchen                      | 1.10.1932  | DI < Heinsberg; DA > Aachen                                                            |
|                                    | 10.8.1933  | NÆ > Geilenkirchen-Heinsberg                                                           |
| Geilenkirchen-Heinsberg            | 10.8.1933  | NÆ < Geilenkirchen; KF i Geilenkirchen                                                 |
|                                    | 1.1.1935   | DI < Jülich                                                                            |
| Geldern                            | 26.9.1823  | E < Rheinberg                                                                          |
|                                    | 3.12.1857  | DA > Mörs                                                                              |
|                                    | 1.8.1929   | DA > Kempen-Krefeld                                                                    |
| Gemünd                             | 15.6.1818  | E < Blankenheim                                                                        |
|                                    | 24.12.1829 | NÆ > Schleiden                                                                         |
| Gimborn                            |            | KF i Gimborn                                                                           |
|                                    | 2.1819     | KF i Gummersbach                                                                       |
|                                    | 17.2.1825  | A > Gummersbach                                                                        |
| Gladbach                           |            | KF i Gladbach                                                                          |
|                                    | 5.3.1819   | OU <> Crefeld                                                                          |
|                                    | 1.1.1888   | DA > Stadtkreis München-Gladbach; KF i München-Gladbach                                |
|                                    | 1.4.1907   | DA > Stadtkreis Rheydt                                                                 |
|                                    | 18.7.1921  | DA > Stadtkreis München-Gladbach                                                       |
|                                    | 1.8.1929   | A > Grevenbroich-Neuß, Kempen-Krefeld og Stadtkreise Gladbach-Rheydt (mest) og Viersen |
| Grevenbroich                       |            | KF i Grevenbroich                                                                      |
|                                    | 1.1.1819   | DI < Erkelenz                                                                          |
|                                    | ca. 1880   | KF i Wevelinghoven                                                                     |
|                                    | 1886       | KF i Grevenbroich                                                                      |
|                                    | 1.8.1929   | A > Grevenbroich-Neuß                                                                  |
| Grevenbroich-Neuß                  | 1.8.1929   | N < Gladbach (d), Grevenbroich og Neuß (mest); KF i Grevenbroich                       |
| Gummersbach                        | 17.2.1825  | N < Gimborn og Homburg                                                                 |
|                                    | 1.10.1932  | A > Oberbergischer Kreis                                                               |
| Heinsberg                          | 1.1.1818   | DO > Niederlande                                                                       |
|                                    | 1.10.1932  | A > Erkelenz og Geilenkirchen (mest)                                                   |
| Homburg                            |            | KF i Homburg                                                                           |
|                                    | 11.1818    | KF i Gimborn                                                                           |
|                                    | 2.1819     | KF i Gummersbach                                                                       |
|                                    | 17.2.1825  | A > Gummersbach                                                                        |
| Jülich                             | 1.10.1932  | DA > Aachen                                                                            |
|                                    | 1.1.1935   | DA > Geilenkirchen-Heinsberg                                                           |
|                                    | 1.4.1936   | DI < Erkelenz                                                                          |
| Kempen                             | 1.1.1819   | DI < Crefeld                                                                           |
|                                    | 1.8.1929   | A > Kempen-Krefeld (mest) og Stadtkreis Krefeld-Uerdingen am Rhein                     |
| Kempen-Krefeld                     | 1.8.1929   | N < Geldern (d), Gladbach (d), Kempen (mest) og Krefeld (d); KF i Kempen               |
| Kleve                              | 20.7.1935  | NÆ < Cleve                                                                             |
| Koblenz                            | 14.5.1926  | NÆ < Coblenz                                                                           |
|                                    | 1.7.1937   | DA > Stadtkreis Koblenz                                                                |
| Köln                               | 8.9.1857   | NÆ > Cöln                                                                              |
|                                    | 10.4.1920  | NÆ < Cöln                                                                              |
|                                    | 1.10.1932  | DI < Bonn                                                                              |
| Krefeld                            | 1929       | NÆ < Crefeld                                                                           |
|                                    | 1.8.1929   | A > Kempen-Krefeld og Stadtkreis Krefeld-Uerdingen am Rhein (mest)                     |
| Kreuznach                          | ca. 1920   | NÆ < Creuznach                                                                         |
|                                    | 1.10.1932  | E < Meisenheim                                                                         |
| Lechenich                          | 17.2.1827  | NÆ > Euskirchen                                                                        |
| Lennep                             | 30.10.1819 | DI < Solingen                                                                          |
|                                    | 1.1.1888   | DA > Stadtkreis Remscheid                                                              |
|                                    | 21.11.1892 | DA > Stadtkreis Remscheid                                                              |
|                                    | 1.8.1929   | A > Solingen-Lennep og Stadtkreise Barmen-Elberfeld og Remscheid (mest)                |
| Linz                               | 1.5.1822   | A > Neuwied                                                                            |
| Malmedy                            | 1.2.1821   | E < Sankt Vith                                                                         |
|                                    | 10.1.1920  | DO > Belgien                                                                           |
|                                    | 1.11.1922  | A > Monschau og Schleiden                                                              |
|                                    | 18.5.1940  | O < Belgien                                                                            |
|                                    | 1.6.1940   | DO < Belgien                                                                           |
| Mayen                              | 1818       | DA > Ahrweiler                                                                         |
|                                    | 1.10.1932  | DI < Adenau                                                                            |
|                                    | 25.11.1941 | DA > Ahrweiler                                                                         |
|                                    | 1.4.1942   | DA > Ahrweiler                                                                         |
| Meisenheim                         | 15.9.1869  | O < Landgrafschaft Hessen-Homburg                                                      |
|                                    | 1.10.1932  | A > Kreuznach                                                                          |
| Merzig                             | 1.10.1920  | DO > Saargebiet                                                                        |
|                                    | 1.3.1935   | O < Saargebiet                                                                         |
| Restkreis Merzig-Wadern            | 1.10.1920  | N < Merzig (d); KF i Wadern                                                            |
| Mettmann                           |            | KF i Mettmann                                                                          |
|                                    | 1.11.1820  | A > Elberfeld                                                                          |
|                                    | 1.6.1861   | N < Elberfeld (mest); KF i Mettmann                                                    |
|                                    | 1877       | KF i Vohwinkel                                                                         |
|                                    | 1.4.1881   | DI < Bochum                                                                            |
|                                    | 1.8.1929   | A > Düsseldorf-Mettmann (mest) og Stadtkreis Barmen-Elberfeld                          |
| Moers                              | ca. 1920   | NÆ < Mörs                                                                              |
| Monschau                           | 1.6.1920   | NÆ < Montjoie                                                                          |
|                                    | 1.10.1921  | O < Belgien                                                                            |
|                                    | 1.11.1922  | DI < Malmedy                                                                           |
|                                    | 19.3.1931  | O < Belgien                                                                            |
| Montjoie                           | 10.1.1920  | DO > Belgien                                                                           |
|                                    | 1.6.1920   | NÆ > Monschau                                                                          |
| Mörs                               | 3.12.1857  | N < Geldern (d) og Crefeld (d)                                                         |
|                                    | ca. 1920   | NÆ > Moers                                                                             |
| Mülheim am Rhein                   |            | KF i Mülheim am Rhein                                                                  |
|                                    | 1.5.1901   | DA > Stadtkreis Mülheim am Rhein                                                       |
|                                    | 1.4.1914   | DA > Stadtkreis Cöln; KF i Cöln, Stadtteil Mülheim                                     |
|                                    | 1.10.1932  | A > Rheinisch-Bergischer Kreis                                                         |
| Mülheim an der Ruhr                | 24.1.1874  | N < Duisburg (d)                                                                       |
|                                    | 1.7.1887   | DA > Ruhrort                                                                           |
|                                    | 1.4.1901   | DA > Stadtkreis Oberhausen                                                             |
|                                    | 1.4.1904   | DA > Stadtkreis Mülheim an der Ruhr                                                    |
|                                    | 1.4.1910   | A > Essen (mest) og Stadtkreise Essen, Mülheim an der Ruhr og Oberhausen               |
| Neuß                               | 1.4.1913   | DA > Stadtkreis Neuß                                                                   |
|                                    | 1.8.1929   | A > Grevenbroich-Neuß (mest) og Stadtkreis Neuß                                        |
| Neuwied                            | 1.5.1822   | E < Linz; DI < Coblenz                                                                 |
| Oberbergischer Kreis               | 1.8.1932   | N < Gummersbach og Waldbröl (mest)                                                     |
| Opladen                            | 30.10.1819 | A > Solingen                                                                           |
| Ottweiler                          | 1.10.1920  | O > Saargebiet                                                                         |
|                                    | 1.3.1935   | O < Saargebiet                                                                         |
| Prüm                               |            |                                                                                        |
| Rees                               |            | KF i Rees                                                                              |
|                                    | 27.9.1823  | DI < Dinslaken                                                                         |
|                                    | 25.4.1842  | KF i Wesel                                                                             |
| Rheinbach                          | 1.10.1932  | A > Bonn (mest) og Euskirchen                                                          |
| Rheinberg                          | 26.9.1823  | A > Geldern                                                                            |
| Rheinisch-Bergischer Kreis         | 1.10.1932  | N < Mülheim am Rhein og Wipperfürth; KF i Köln, Stadtteil Mülheim                      |
|                                    | 1.9.1933   | KF i Bergisch Gladbach                                                                 |
| Rhein-Wupper-Kreis                 | 3.8.1931   | NÆ < Solingen-Lennep; KF i Opladen                                                     |
| Ruhrort                            | 1.7.1887   | N < Mülheim an der Ruhr (d); KF i Ruhrort                                              |
|                                    | 1.4.1902   | DA > Stadtkreis Duisburg                                                               |
|                                    | 1.10.1905  | DA > Stadtkreis Duisburg; KF i Duisburg-Ruhrort                                        |
|                                    | 1.4.1909   | NÆ > Dinslaken                                                                         |
| Saarbrücken                        | 7.9.1909   | DA > Stadtkreis Saarbrücken                                                            |
|                                    | 1.10.1920  | O > Saargebiet                                                                         |
|                                    | 1.3.1935   | O < Saargebiet                                                                         |
| Saarburg                           | 1.10.1920  | DO > Saargebiet                                                                        |
| Saarlautern                        | 13.1.1936  | NÆ < Saarlouis                                                                         |
| Saarlouis                          | 1827       | DO > Frankreich                                                                        |
|                                    | 1829       | DO > Frankreich                                                                        |
|                                    | 1.10.1920  | O > Saargebiet                                                                         |
|                                    | 1.3.1935   | O < Saargebiet                                                                         |
|                                    | 13.1.1936  | NÆ > Saarlautern                                                                       |
| Sankt Ingbert                      | 1.3.1935   | O < Saargebiet, ursprünglich Bayern                                                    |
| Sankt Vith                         | 1.2.1821   | A > Malmedy                                                                            |
| Sankt Wendel                       | 1.4.1835   | O < Fürstentum Lichtenberg                                                             |
|                                    | 1.10.1920  | A; DA > Restkreis St. Wendel-Baumholder; DO > Saargebiet                               |
| Sankt Wendel                       | 1.3.1935   | O < Saargebiet                                                                         |
| Sankt Wendel-Baumholder, Restkreis | 1.10.1920  | N < Sankt Wendel (d); KF i Baumholder                                                  |
|                                    | 1.4.1937   | A > Birkenfeld                                                                         |
| Schleiden                          | 24.12.1829 | NÆ < Gemünd                                                                            |
|                                    | 1.11.1922  | DI < Malmedy                                                                           |
| Siegburg                           | 1.10.1820  | E < Uckerath                                                                           |
|                                    | 17.2.1825  | NÆ > Siegkreis                                                                         |
| Siegkreis                          | 17.2.1825  | NÆ < Siegburg; KF i Siegburg                                                           |
|                                    | 1.10.1932  | DI < Waldbröl                                                                          |
| Simmern                            |            |                                                                                        |
| Solingen                           |            | KF i Solingen                                                                          |
|                                    | 30.10.1819 | E < Opladen; DA > Lennep                                                               |
|                                    | 1.4.1896   | DA > Stadtkreis Solingen                                                               |
|                                    | 1914       | KF i Opladen                                                                           |
|                                    | 1.8.1929   | A > Solingen-Lennep (mest) og Stadtkreis Solingen                                      |
| Solingen-Lennep                    | 1.8.1929   | N < Lennep (d) og Solingen (mest); KF i Opladen                                        |
|                                    | 3.8.1931   | NÆ > Rhein-Wupper-Kreis                                                                |
| Trier                              | 1.4.1888   | DI < Stadtkreis Trier                                                                  |
|                                    | 19.6.1912  | DA > Stadtkreis Trier                                                                  |
|                                    | 1.7.1930   | DA > Stadtkreis Trier                                                                  |
| Uckerath                           | 1.10.1820  | A > Siegburg                                                                           |
| Waldbröl                           | 1.10.1932  | A > Oberbergischer Kreis (mest) og Siegkreis                                           |
| Wetzlar                            | 1.5.1822   | E < Braunfels                                                                          |
|                                    | 1.10.1932  | DI < Biedenkopf og Usingen; U > Provinz Hessen-Nassau                                  |
| Wipperfürth                        | 1.10.1932  | A > Rheinisch-Bergischer Kreis                                                         |
| Wittlich                           |            |                                                                                        |
| Zell                               |            |                                                                                        |

### Sachsen
| Kreds                   | Dato       | Ændring, i givet fald sædet for kredsforvaltningen                                     |
| ----------------------- | ---------- | -------------------------------------------------------------------------------------- |
| Aschersleben            |            | KF i Quedlinburg                                                                       |
|                         | 1901       | NÆ > Quedlinburg                                                                       |
| Bitterfeld              | 1819       | DA < Delitzsch                                                                         |
|                         | 1.4.1942   | DA > Dessau-Köthen                                                                     |
| Calbe                   | 1.4.1913   | DI < Jerichow I                                                                        |
| Delitzsch               | 1819       | DI < Bitterfeld                                                                        |
|                         | 1.10.1937  | DI < Merseburg                                                                         |
| Eckartsberga            |            | KF i Bilzingsleben                                                                     |
|                         | 1.1.1818   | DI < Weißensee                                                                         |
|                         | 1824       | KF i Kölleda                                                                           |
| Eichsfeld               | 8.8.1945   | N < Heiligenstadt og Worbis; KF i Heiligenstadt                                        |
|                         | 29.8.1946  | NÆ > Worbis                                                                            |
| Erfurt                  | 1.10.1818  | E < Immediatstadt Erfurt                                                               |
|                         | 1.1.1872   | DA > Immediatstadt Erfurt                                                              |
|                         | 1.4.1911   | DA > Stadtkreis Erfurt                                                                 |
|                         | 1.10.1932  | A > Weißensee                                                                          |
| Gardelegen              |            | KF i Gardelegen                                                                        |
|                         | 3.2.1844   | KF i Isenschnibbe                                                                      |
|                         | 30.3.1850  | KF i Gardelegen                                                                        |
|                         | 1.1.1919   | DI < Salzwedel                                                                         |
|                         | 1.10.1932  | DA > Gifhorn                                                                           |
| Grafschaft Hohenstein   | 8.8.1888   | NÆ < Nordhausen; KF i Nordhausen                                                       |
|                         | 1.10.1932  | DI < Ilfeld                                                                            |
|                         | 1.9.1945   | DA > Osterode                                                                          |
|                         | 10.9.1945  | NÆ > Nordhausen                                                                        |
| Grafschaft Wernigerode  | 1.1.1825   | N < Osterwieck (d); KF i Wernigerode                                                   |
|                         | 1.10.1932  | A > Oschersleben og Wernigerode (mest)                                                 |
| Halberstadt             | 1.1.1825   | N < Oschersleben (d), Osterwieck (mest) og Immediatstadt Halberstadt; KF i Halberstadt |
|                         | 1.10.1836  | KF i Osterwieck; zeitweilig i Dardesheim                                               |
|                         | 6.10.1860  | KF i Halberstadt                                                                       |
|                         | 1.1.1891   | DA > Stadtkreis Halberstadt                                                            |
|                         | 1.10.1932  | A > Oschersleben og Wernigerode (mest)                                                 |
| Haldensleben            | 1.10.1938  | NÆ < Neuhaldensleben                                                                   |
| Heiligenstadt           | ca. 1820   | NÆ < Obereichsfeld                                                                     |
|                         | 8.8.1945   | A > Eichsfeld                                                                          |
| Henneberg               |            | KF i Schleusingen                                                                      |
|                         | ca. 1820   | NÆ > Schleusingen                                                                      |
| Ilfeld                  | 1.4.1885   | N < Zellerfeld (d)                                                                     |
|                         | 1.10.1932  | A > Grafschaft Hohenstein (mest) og Wernigerode                                        |
| Jerichow I              |            | KF i Loburg                                                                            |
|                         | 1818       | KF i Neuhaus-Leitzkau                                                                  |
|                         | 8.5.1828   | DI < Magdeburg                                                                         |
|                         | 17.8.1850  | KF i Loburg                                                                            |
|                         | 14.7.1877  | KF i Burg                                                                              |
|                         | 1.4.1910   | DA > Stadtkreis Magdeburg                                                              |
|                         | 1.4.1913   | DA > Calbe                                                                             |
|                         | 1.6.1924   | DA > Stadtkreis Burg                                                                   |
|                         | 1.4.1930   | DA > Stadtkreis Burg                                                                   |
| Jerichow II             |            | KF i Genthin                                                                           |
|                         | 1.1.1818   | DI < Westhavelland                                                                     |
|                         | 1846       | KF i Redekin                                                                           |
|                         | 1848       | KF i Genthin                                                                           |
| Langensalza             |            |                                                                                        |
| Liebenwerda             | 1819       | DA > Schweinitz                                                                        |
| Magdeburg               | 8.5.1828   | A > Jerichow I, Wanzleben og Immediatstadt Magdeburg (mest)                            |
| Mansfelder Gebirgskreis |            | KF i Mansfeld                                                                          |
|                         | 22.8.1863  | KF i Hettstedt                                                                         |
|                         | 10.4.1869  | KF i Mansfeld                                                                          |
|                         | 1.4.1942   | DI < Ballenstedt og Bernburg                                                           |
| Mansfelder Seekreis     |            | KF i Helmsdorf                                                                         |
|                         | 23.9.1871  | KF i Eisleben                                                                          |
|                         | 1.4.1908   | DA > Stadtkreis Eisleben                                                               |
| Merseburg               | 1.7.1828   | DI < Immediatstadt Halle an der Saale                                                  |
|                         | 15.2.1921  | DA > Stadtkreis Merseburg                                                              |
|                         | 1.10.1937  | DA > Delitzsch                                                                         |
| Mühlhausen              |            | KF i Treffurt                                                                          |
|                         | 1837       | KF i Mühlhausen                                                                        |
|                         | 1.4.1892   | DA > Stadtkreis Mühlhausen                                                             |
| Naumburg                | 1.1.1818   | DI < Weißenfels                                                                        |
|                         | 1878       | DI < Weißenfels                                                                        |
|                         | 1.4.1914   | DA > Stadtkreis Naumburg                                                               |
|                         | 1.10.1932  | A > Weißenfels                                                                         |
| Neuhaldensleben         | 1929       | DI < Wanzleben                                                                         |
|                         | 1.10.1938  | NÆ > Haldensleben                                                                      |
| Neustadt                |            | KF i Rockendorf                                                                        |
|                         | ca. 1820   | NÆ > Ziegenrück                                                                        |
| Nordhausen              | 1.4.1882   | DA > Stadtkreis Nordhausen                                                             |
|                         | 8.8.1888   | NÆ > Grafschaft Hohenstein                                                             |
|                         | 10.9.1945  | NÆ < Grafschaft Hohenstein                                                             |
| Obereichsfeld           |            | KF i Heiligenstadt                                                                     |
|                         | ca. 1820   | NÆ > Heiligenstadt                                                                     |
| Oschersleben            |            | KF i Schwanebeck                                                                       |
|                         | 1.1.1825   | DA > Halberstadt                                                                       |
|                         | 1859       | KF i Oschersleben                                                                      |
|                         | 1.10.1932  | DI < Grafschaft Wernigerode og Halberstadt                                             |
|                         | 1.8.1941   | DI < Wolfenbüttel                                                                      |
| Osterburg               |            |                                                                                        |
| Osterwieck              | 1.1.1825   | A > Halberstadt (mest) og Grafschaft Wernigerode                                       |
| Quedlinburg             | 1901       | NÆ < Aschersleben                                                                      |
|                         | 1.4.1901   | DA > Stadtkreis Aschersleben                                                           |
|                         | 1.4.1911   | DA > Stadtkreis Quedlinburg                                                            |
| Querfurt                |            | KF i Lodersleben                                                                       |
|                         | 26.4.1834  | KF i Querfurt                                                                          |
|                         | 6.12.1834  | KF i Bedra                                                                             |
|                         | ca. 1836   | KF i Querfurt                                                                          |
|                         | 12.10.1844 | KF i St. Ulrich                                                                        |
|                         | 19.3.1859  | KF i Baumersroda bei Freyburg                                                          |
|                         | ca. 1862   | KF i Querfurt                                                                          |
| Saalkreis               |            | KF i Wettin                                                                            |
|                         | 1.7.1828   | DI < Immediatstadt Halle an der Saale                                                  |
|                         | 1.10.1833  | KF i Halle an der Saale                                                                |
|                         | 1.4.1900   | DA > Stadtkreis Halle an der Saale                                                     |
|                         | 1.4.1942   | DA > Dessau-Köthen                                                                     |
| Salzwedel               | 1.1.1919   | DA > Gardelegen                                                                        |
| Sangerhausen            |            |                                                                                        |
| Schleusingen            | ca. 1820   | NÆ < Henneberg                                                                         |
| Schweinitz              |            | KF i Herzberg an der Elster                                                            |
|                         | 1819       | DI < Liebenwerda                                                                       |
|                         | 5.7.1876   | DA > Wittenberg                                                                        |
| Stendal                 | 1.4.1909   | DA > Stadtkreis Stendal                                                                |
| Torgau                  | 5.7.1876   | DI < Wittenberg                                                                        |
| Untereichsfeld          |            | KF i Großbodungen                                                                      |
|                         | ca. 1820   | NÆ > Worbis                                                                            |
| Wanzleben               |            | KF i Wanzleben (?)                                                                     |
|                         | 8.5.1828   | DI < Magdeburg                                                                         |
|                         | 1844       | KF i Klein Oschersleben                                                                |
|                         | 28.10.1848 | KF i Wanzleben                                                                         |
|                         | 1.4.1887   | DA > Stadtkreis Magdeburg                                                              |
|                         | 1.4.1910   | DA > Stadtkreis Magdeburg                                                              |
|                         | 1929       | DA > Neuhaldensleben                                                                   |
| Weißenfels              | 1.1.1818   | DA > Naumburg                                                                          |
|                         | 1819       | DA > Zeitz                                                                             |
|                         | 1878       | DA > Naumburg                                                                          |
|                         | 1.4.1899   | DA > Stadtkreis Weißenfels                                                             |
|                         | 1.10.1932  | E < Naumburg                                                                           |
| Weißensee               |            | KF i Straußfurt                                                                        |
|                         | 1.1.1818   | DA > Eckartsberga                                                                      |
|                         | 1841       | KF i Weißensee                                                                         |
|                         | 1.10.1932  | E < Erfurt                                                                             |
| Wernigerode             | 1.10.1932  | N < Grafschaft Wernigerode (d), Halberstadt (mest) og Ilfeld (d)                       |
|                         | 1.8.1941   | DI < Wolfenbüttel                                                                      |
| Wittenberg              | 5.7.1876   | DI < Schweinitz; DA > Torgau                                                           |
|                         | 1.4.1922   | DA > Stadtkreis Wittenberg                                                             |
| Wolmirstedt             | 1.4.1908   | DA > Stadtkreis Magdeburg                                                              |
|                         | 1.4.1926   | DA > Stadtkreis Magdeburg                                                              |
| Worbis                  | ca. 1820   | NÆ < Untereichsfeld; KF i Großbodungen                                                 |
|                         | 1836       | KF i Hainrode                                                                          |
|                         | ca. 1840   | KF i Worbis                                                                            |
|                         | 8.8.1945   | A > Eichsfeld                                                                          |
|                         | 29.8.1946  | NÆ < Eichsfeld; KF i Heiligenstadt                                                     |
| Zeitz                   | 1819       | DI < Weißenfels                                                                        |
|                         | 1.4.1901   | DA > Stadtkreis Zeitz                                                                  |
| Ziegenrück              | ca. 1820   | NÆ < Neustadt; KF i Rockendorf                                                         |
|                         | 1834       | KF i Bodelwitz                                                                         |
|                         | ca. 1840   | KF i Ranis                                                                             |
|                         | 1.10.1945  | A > Saalfeld (mest) og Schleiz                                                         |

### Schlesien
| Kreds                                 | Dato       | Ændring, i givet fald sædet for kredsforvaltningen                                         |
| ------------------------------------- | ---------- | ------------------------------------------------------------------------------------------ |
| Bendsburg                             | 21.5.1941  | NÆ < Bendzin                                                                               |
| Bendzin                               | 26.10.1939 | U < Polen                                                                                  |
|                                       | 21.5.1941  | NÆ > Bendsburg                                                                             |
| Beuthen                               |            | KF i Tarnowitz                                                                             |
|                                       | 24.6.1818  | KF i Beuthen                                                                               |
|                                       | 27.3.1873  | DA > Kattowitz, Tarnowitz og Zabrze                                                        |
|                                       | 1.4.1890   | DA > Stadtkreis Beuthen                                                                    |
|                                       | 1.4.1898   | DA > Stadtkreis Königshütte                                                                |
|                                       | 1922       | A: DA > Beuthen (Restkreis); DO > Polen                                                    |
| Beuthen, Restkreis                    | 1922       | N < Beuthen (d)                                                                            |
|                                       | 1.1.1927   | A > Beuthen-Tarnowitz (mest) og Stadtkreis Beuthen                                         |
| Beuthen-Tarnowitz                     | 1.1.1927   | N < Beuthen (Restkreis) (mest) og Tarnowitz (Restkreis) (mest); KF i Beuthen               |
|                                       | 26.10.1939 | DA > Tarnowitz                                                                             |
|                                       | 1.6.1941   | E < Tarnowitz; KF i Tarnowitz                                                              |
| Bielitz                               | 26.10.1939 | U < Polen                                                                                  |
| Blachowina                            | 26.10.1939 | U < Polen                                                                                  |
|                                       | 21.5.1941  | NÆ > Blachstädt                                                                            |
| Blachstädt                            | 21.5.1941  | NÆ < Blachowina                                                                            |
| Bolkenhain                            | 1.10.1932  | A > Landeshut                                                                              |
| Breslau                               | 1.4.1897   | DA > Stadtkreis Breslau                                                                    |
|                                       | 1.4.1904   | DA > Stadtkreis Breslau                                                                    |
|                                       | 1.4.1928   | DA > Stadtkreis Breslau                                                                    |
|                                       | 1.10.1932  | DI < Neumarkt, Nimptsch, Ohlau, Schweidnitz og Strehlen                                    |
| Brieg                                 | 1.4.1911   | DA > Stadtkreis Brieg                                                                      |
|                                       | 1.10.1932  | DI < Ohlau                                                                                 |
|                                       | 1.10.1933  | DA > Ohlau                                                                                 |
| Bunzlau                               | 1.4.1938   | DI < Görlitz og Sprottau                                                                   |
| Chrzanow                              | 26.10.1939 | U < Polen                                                                                  |
|                                       | 21.5.1941  | NÆ > Krenau                                                                                |
| Cosel                                 | 1.1.1927   | DA > Ratibor                                                                               |
| Creutzburg                            |            | KF i Konstadt                                                                              |
|                                       | ca. 1850   | NÆ > Creuzburg                                                                             |
| Creuzburg                             |            | KF i Konstadt                                                                              |
|                                       | ca. 1850   | NÆ < Creutzburg; KF i Konstadt                                                             |
|                                       | 1.1.1880   | KF i Creuzburg (Oberschlesien)                                                             |
|                                       | ca. 1900   | NÆ > Kreuzburg i Oberschlesien                                                             |
| Falkenberg i Oberschlesien            |            |                                                                                            |
| Frankenstein i Schlesien              | 17.6.1875  | DI < Nimptsch                                                                              |
|                                       | 1.10.1932  | DI < Münsterberg og Nimptsch; DA > Glatz                                                   |
| Freystadt                             |            | KF i Neusalz                                                                               |
|                                       | 25.5.1820  | KF i Freystadt                                                                             |
|                                       | 1.10.1932  | A > Glogau og Grünberg (mest)                                                              |
|                                       | 1.10.1933  | N < Grünberg (d)                                                                           |
| Glatz                                 | 26.8.1854  | DA > Neurode                                                                               |
|                                       | 1.10.1932  | E < Neurode; DI Frankenstein i Schlesien og Habelschwerdt                                  |
| Glogau                                | 1.4.1920   | DA > Stadtkreis Glogau                                                                     |
|                                       | 1.10.1932  | DI < Freystadt og Steinau                                                                  |
| Goldberg                              | 1817       | NÆ > Goldberg-Haynau                                                                       |
|                                       | 1.10.1932  | N < Goldberg-Haynau (mest), Jauer (d) og Schönau (mest)                                    |
| Goldberg-Haynau                       | 1817       | NÆ < Goldberg; KF i Goldberg                                                               |
|                                       | 1.10.1932  | A > Goldberg                                                                               |
| Görlitz                               | 1.7.1873   | DA > Immediatstadt Görlitz                                                                 |
|                                       | 1.10.1925  | DA > Stadtkreis Görlitz                                                                    |
|                                       | 1.7.1929   | DA > Stadtkreis Görlitz                                                                    |
|                                       | 1.4.1938   | DA > Bunzlau                                                                               |
| Groß Strehlitz                        | 1922       | DO > Polen                                                                                 |
|                                       | 1.1.1927   | DA > Guttentag                                                                             |
|                                       | 1.3.1939   | DI < Oppeln                                                                                |
| Groß Wartenberg                       | 29.2.1888  | NÆ < Polnisch Wartenberg                                                                   |
|                                       | 10.1.1920  | DO > Polen                                                                                 |
| Grottkau                              |            |                                                                                            |
| Grünberg                              | 1.4.1922   | DA > Stadtkreis Grünberg                                                                   |
|                                       | 1.10.1932  | DI < Freystadt og Sagan                                                                    |
|                                       | 1.10.1933  | E < Stadtkreis Grünberg; DA > Freystadt                                                    |
|                                       | 1.10.1938  | DI < Bomst                                                                                 |
| Guhrau                                | 10.1.1920  | DI < Lissa og Rawitsch; DO > Polen                                                         |
|                                       | 1.10.1932  | DI < Wohlau                                                                                |
| Guttentag                             | 1.1.1927   | N < Groß Strehlitz (d), Lublinitz (Restkreis), Oppeln (d) og Rosenberg i Oberschlesien (d) |
|                                       | 1.6.1941   | A > Loben                                                                                  |
| Habelschwerdt                         | 1.10.1932  | DA > Glatz                                                                                 |
| Hindenburg i Oberschlesien            | 13.10.1915 | NÆ < Zabrze                                                                                |
|                                       | 1922       | A: DA > Hindenburg i Oberschlesien (Restkreis); DO > Polen                                 |
| Hindenburg i Oberschlesien, Restkreis | 1922       | N < Hindenburg i Oberschlesien                                                             |
|                                       | 1.1.1927   | A > Stadtkreise Gleiwitz og Hindenburg i Oberschlesien (mest)                              |
| Hirschberg                            | 1.4.1922   | DA > Stadtkreis Hirschberg                                                                 |
|                                       | 1.10.1932  | DI < Schönau; DA > Landeshut                                                               |
| Hoyerswerda                           | 1.8.1825   | N < Spremberg (d)                                                                          |
| Ilkenau                               | 21.5.1941  | NÆ < Olkusch                                                                               |
| Jauer                                 | 1.10.1932  | A > Goldberg og Liegnitz (mest)                                                            |
|                                       | 1.10.1933  | N < Landeshut (d) og Liegnitz (d)                                                          |
|                                       | 1.4.1934   | DA > Waldenburg (Schlesien)                                                                |
|                                       | 1.10.1933  | DI < Landeshut                                                                             |
| Kattowitz                             | 27.3.1873  | N < Beuthen (d)                                                                            |
|                                       | 1.4.1899   | DA > Stadtkreis Kattowitz                                                                  |
|                                       | 1922       | O > Polen                                                                                  |
|                                       | 26.10.1939 | O < Polen                                                                                  |
| Krenau                                | 21.5.1941  | NÆ < Chrzanow                                                                              |
| Kreuzburg i Oberschlesien             | ca. 1900   | NÆ < Creuzburg                                                                             |
| Landeshut                             | 1.10.1932  | E < Bolkenhain; DI < Goldberg, Hirschberg og Schönau                                       |
|                                       | 1.10.1933  | DA > Jauer                                                                                 |
|                                       | 1.4.1934   | DA > Waldenburg (Schlesien)                                                                |
|                                       | 1.4.1936   | DA > Jauer                                                                                 |
| Lauban                                | 1.10.1937  | DI < Löwenberg                                                                             |
| Leobschütz                            |            |                                                                                            |
| Liegnitz                              | 1.1.1874   | DA > Stadtkreis Liegnitz                                                                   |
|                                       | 1.10.1932  | DI < Goldberg, Jauer og Schönau                                                            |
|                                       | 1.10.1933  | DA > Jauer                                                                                 |
| Loben                                 | 21.5.1941  | NÆ < Lublinitz                                                                             |
|                                       | 1.6.1941   | E < Guttentag                                                                              |
| Löwenberg                             | 1.10.1937  | DA > Lauban                                                                                |
| Lüben                                 | 1.10.1932  | DI < Steinau                                                                               |
| Lublinitz                             |            | KF i Lublinitz                                                                             |
|                                       | 1922       | A: DA > Lublinitz ((Restkreis); DO > Polen                                                 |
|                                       | 26.10.1939 | N; U < Polen                                                                               |
|                                       | 21.5.1941  | NÆ > Loben                                                                                 |
| Lublinitz, Restkreis                  | 1922       | N < Lublinitz (d); KF i Guttentag                                                          |
|                                       | 1.1.1927   | A > Guttentag                                                                              |
| Militsch                              | 10.1.1920  | DI < Krotoschin og Rawitsch; DO > Polen                                                    |
| Münsterberg                           | 1.10.1926  | DA > Neisse                                                                                |
|                                       | 1.10.1932  | A > Frankenstein i Schlesien (mest) og Strehlen                                            |
| Namslau                               | 10.1.1920  | DO > Polen                                                                                 |
| Neisse                                | 1.6.1911   | DA > Stadtkreis Neisse                                                                     |
|                                       | 1.1.1921   | DA > Stadtkreis Neisse                                                                     |
|                                       | 1.10.1926  | DI < Münsterberg                                                                           |
| Neumarkt                              | 1.4.1928   | DA > Stadtkreis Breslau                                                                    |
|                                       | 1.10.1932  | DI < Striegau; DA > Breslau og Schweidnitz                                                 |
| Neurode                               | 26.8.1854  | N < Glatz (d)                                                                              |
|                                       | 1.10.1932  | A > Glatz                                                                                  |
| Neustadt i Oberschlesien              |            | KF i Oberglogau                                                                            |
|                                       | 24.7.1818  | KF i Neustadt i Oberschlesien                                                              |
| Nimptsch                              | 17.6.1875  | DA > Frankenstein i Schlesien                                                              |
|                                       | 1.10.1932  | A > Breslau, Frankenstein i Schlesien, Reichenbach (Eulengebirge) (mest) og Strehlen       |
| Oels                                  | 1.4.1928   | DA > Stadtkreis Breslau                                                                    |
| Ohlau                                 | 1.10.1932  | A > Breslau, Brieg (mest) og Strehlen                                                      |
|                                       | 1.10.1933  | N < Brieg (d)                                                                              |
| Olkusch                               | 26.10.1939 | U < Polen                                                                                  |
|                                       | 21.5.1941  | NÆ > Ilkenau                                                                               |
| Oppeln                                | 15.5.1899  | DA > Stadtkreis Oppeln                                                                     |
|                                       | 1.1.1927   | DA > Guttentag                                                                             |
|                                       | 1.3.1939   | DA > Groß Strehlitz                                                                        |
| Pleß                                  | 1922       | O > Polen                                                                                  |
| Polnisch Wartenberg                   | 29.2.1888  | NÆ > Groß Wartenberg                                                                       |
| Ratibor                               | 1.4.1904   | DA > Stadtkreis Ratibor                                                                    |
|                                       | 1.4.1910   | DA > Stadtkreis Ratibor                                                                    |
|                                       | 10.1.1920  | DO > Tjekkoslovakiet (Hultschiner Ländchen)                                                |
|                                       | 1.1.1927   | DI < Cosel og Rybnik (Restkreis)                                                           |
|                                       | 15.4.1939  | DO < Tjekkoslovakiet (Hultschiner Ländchen)                                                |
| Reichenbach                           | 15.9.1928  | NÆ > Reichenbach (Eulengebirge)                                                            |
| Reichenbach (Eulengebirge)            | 15.9.1928  | NÆ < Reichenbach                                                                           |
|                                       | 1.10.1932  | E < Nimptsch                                                                               |
| Rosenberg i Oberschlesien             | 1.1.1927   | DA > Guttentag                                                                             |
| Rothenburg (Oberlausitz)              | 1.10.1932  | DI < Sagan                                                                                 |
| Rybnik                                | 1922       | A: DA > Rybnik (Restkreis); DO > Polen                                                     |
|                                       | 26.10.1939 | N < Ratibor (d), Tost-Gleiwitz (d); DO < Polen                                             |
| Rybnik, Restkreis                     | 1922       | N < Rybnik (d); KF i Ratibor                                                               |
|                                       | 1.1.1927   | A > Ratibor (mest) og Tost-Gleiwitz                                                        |
| Sagan                                 | 1.10.1932  | A > Grünberg, Rothenburg (Oberlausitz) og Sprottau (mest)                                  |
| Saybusch                              | 26.10.1939 | U < Polen                                                                                  |
| Schönau                               | 1.10.1932  | A > Goldberg (mest), Hirschberg, Landeshut og Liegnitz                                     |
| Schweidnitz                           | 1.4.1899   | DA > Stadtkreis Schweidnitz                                                                |
|                                       | 1.10.1932  | DI < Neumarkt og Striegau; DA > Breslau                                                    |
| Sprottau                              |            | KF i Sprottau                                                                              |
|                                       | 1.10.1932  | DI < Sagan                                                                                 |
|                                       | 25.11.1932 | KF i Sagan                                                                                 |
|                                       | 1.4.1938   | DA > Bunzlau                                                                               |
| Steinau                               | 1.10.1932  | A > Glogau, Lüben og Wohlau (mest)                                                         |
| Strehlen                              | 1.10.1932  | DI < Münsterberg, Nimptsch og Ohlau; DA > Breslau                                          |
| Striegau                              | 17.6.1875  | DI < Wohlau                                                                                |
|                                       | 1.10.1932  | A > Neumarkt og Schweidnitz (mest)                                                         |
| Tarnowitz                             | 27.3.1873  | N < Beuthen (d)                                                                            |
|                                       | 1922       | A: DA > Tarnowitz (Restkreis); DO > Polen                                                  |
|                                       | 26.10.1939 | DO < Polen                                                                                 |
|                                       | 3.6.1941   | A > Beuthen-Tarnowitz                                                                      |
| Tarnowitz, Restkreis                  | 1922       | N < Tarnowitz; KF i Beuthen                                                                |
|                                       | 1.1.1927   | A > Beuthen-Tarnowitz (mest) og Stadtkreise Beuthen og Hindenburg i Oberschlesien          |
| Teschen                               | 26.10.1939 | U < Polen                                                                                  |
| Tost-Gleiwitz                         |            | KF i Gleiwitz                                                                              |
|                                       | 1.4.1897   | DA > Stadtkreis Gleiwitz                                                                   |
|                                       | 1922       | DO > Polen                                                                                 |
|                                       | 1.1.1927   | DI < Rybnik (Restkreis)                                                                    |
| Trebnitz                              |            |                                                                                            |
| Waldenburg (Schlesien)                | 1.4.1924   | DA > Stadtkreis Waldenburg (Schlesien)                                                     |
|                                       | 1.4.1934   | DI < Jauer og Landeshut; DA > Stadtkreis Waldenburg (Schlesien)                            |
| Warthenau                             | 21.5.1941  | NÆ < Zawiercie                                                                             |
| Wohlau                                | 17.6.1875  | DA > Striegau                                                                              |
|                                       | 1.10.1932  | DI < Steinau; DA > Guhrau                                                                  |
| Zabrze                                | 27.3.1873  | N < Beuthen (d)                                                                            |
|                                       | 13.10.1915 | NÆ > Hindenburg i Oberschlesien                                                            |
| Zawiercie                             | 26.10.1939 | U < Polen                                                                                  |
|                                       | 21.5.1941  | NÆ > Warthenau                                                                             |

### Slesvig-Holsten
Inddelingen af området i en Stadtkreis og 19 Landkreise var gældende fra 22. september 1867.
Den gamle stavemåde for stednavnene "Reinbeck" og "Wandsbeck" blev den 1. september 1877 ændret ved en anordning om ensartet skrivemåde for stednavne af provinsregeringen i Schleswig til "Reinbek" og "Wandsbek".
| Kreds                    | Dato       | Ændring, i givet fald sædet for kredsforvaltningen      |
| ------------------------ | ---------- | ------------------------------------------------------- |
| Apenrade (Aabenraa)      | 15.6.1920  | O > Danmark                                             |
| Bordesholm               | 18.6.1907  | NÆ < Kiel                                               |
|                          | 1.5.1924   | DA > Stadtkreis Kiel                                    |
|                          | 1.10.1932  | A > Plön, Rendsburg (mest) og Segeberg                  |
| Dithmarschen             | 1.10.1932  | N < Norderdithmarschen og Süderdithmarschen; KF i Heide |
|                          | 1.10.1933  | A > Norderdithmarschen (mest) og Süderdithmarschen (d)  |
| Eckernförde (Egernførde) | 25.10.1878 | DA > Rendsburg (Rendsborg)                              |
|                          | 1.10.1922  | DA > Stadtkreis Kiel                                    |
| Eiderstedt (Ejdersted)   |            | KF i Tønning                                            |
|                          | 1.10.1932  | A > Husum-Eiderstedt (Husum-Ejdersted)                  |
|                          | 1.10.1933  | N < Husum-Eiderstedt (d)                                |
| Eutin                    | 1.4.1937   | O < Land Oldenburg                                      |
| Flensborg                | 1.4.1889   | DA > Stadtkreis Flensburg (Flensborg)                   |
|                          | 1.5.1900   | DA > Stadtkreis Flensburg                               |
|                          | 15.6.1920  | DO > Danmark                                            |
| Hadersleben (Haderslev)  | 15.6.1920  | O > Danmark                                             |
| Helgoland                | 1.10.1922  | N < Süderdithmarschen (d)                               |
|                          | 1.10.1932  | A > Pinneberg                                           |
| Herzogtum Lauenburg      | 23.6.1876  | O < Herzogtum Lauenburg; KF i Ratzeburg                 |
|                          | 1.4.1937   | DO < Land Lübeck og Mecklenburg; OU <> Hamburg          |
| Husum                    | 1.10.1932  | A > Husum-Eiderstedt                                    |
|                          | 1.10.1933  | N < Husum-Eiderstedt (mest)                             |
| Husum-Eiderstedt         | 1.10.1932  | N < Eiderstedt og Husum                                 |
|                          | 1.10.1933  | A > Eiderstedt (d) og Husum (mest)                      |
| Kiel                     |            | KF i Bordesholm                                         |
|                          | 14.11.1883 | DA > Stadtkreis Kiel                                    |
|                          | 1.4.1893   | DA > Stadtkreis Kiel                                    |
|                          | 1.4.1901   | DA > Stadtkreis Neumünster                              |
|                          | 18.6.1907  | NÆ > Bordesholm                                         |
| Norderdithmarschen       |            | KF i Heide                                              |
|                          | 1.10.1932  | A > Dithmarschen                                        |
|                          | 1.10.1933  | N < Dithmarschen (mest)                                 |
| Oldenburg in Holstein    |            | KF i Cismar                                             |
|                          | 1920       | KF i Oldenburg in Holstein                              |
| Pinneberg                | 1.4.1890   | DA > Stadtkreis Altona                                  |
|                          | 1.7.1927   | DA > Stadtkreis Altona                                  |
|                          | 1.10.1932  | E < Helgoland                                           |
| Plön                     | 1.4.1910   | DA > Stadtkreis Kiel                                    |
|                          | 1.10.1932  | DI < Bordesholm                                         |
|                          | 1.4.1938   | DA > Stadtkreis Neumünster                              |
|                          | 1.4.1939   | DA > Stadtkreis Kiel                                    |
| Rendsburg                | 25.10.1878 | DI < Eckernförde                                        |
|                          | 1.10.1932  | DI < Bordesholm                                         |
| Schleswig                |            |                                                         |
| Segeberg                 | 1.10.1932  | DI < Bordesholm                                         |
| Sonderburg (Sønderborg)  |            | KF i Augustenburg                                       |
|                          | 1876       | KF i Sonderburg                                         |
|                          | 15.6.1920  | O > Danmark                                             |
| Steinburg                |            | KF i Itzehoe                                            |
| Stormarn                 |            | KF i Reinbeck                                           |
|                          | 1873       | KF i Wandsbeck                                          |
|                          | 1.9.1877   | KF i Wandsbek                                           |
|                          | 1.4.1901   | DA > Stadtkreis Wandsbek                                |
|                          | 1.7.1927   | DA > Stadtkreis Wandsbek                                |
|                          | 1.4.1938   | KF i Hamburg, Stadtteil Wandsbek                        |
|                          | 1943       | KF i Bad Oldesloe                                       |
| Süderdithmarschen        |            | KF i Meldorf                                            |
|                          | 18.2.1891  | DO < Storbritannien                                     |
|                          | 1.10.1922  | DA > Helgoland                                          |
|                          | 1.10.1932  | A > Dithmarschen                                        |
|                          | 1.10.1933  | N < Dithmarschen (d)                                    |
| Südtondern               | 19.10.1920 | NÆ < Tondern; KF i Niebüll                              |
| Tondern (Tønder)         |            | KF i Tondern                                            |
|                          | 15.6.1920  | DO > Danmark; KF i Niebüll                              |
|                          | 19.10.1920 | NÆ > Südtondern                                         |

### Westfalen
| Kreds             | Dato       | Ændring, i givet fald sædet for kredsforvaltningen                                |
| ----------------- | ---------- | --------------------------------------------------------------------------------- |
| Ahaus             |            |                                                                                   |
| Altena            | 1.1.1819   | DA > Eslohe og Olpe                                                               |
|                   | 1.1.1832   | DI < Olpe                                                                         |
|                   | 1.4.1907   | DA > Stadtkreis Lüdenscheid                                                       |
| Arnsberg          | 1.1.1819   | DI < Iserlohn; OU <> Soest; DA > Eslohe                                           |
|                   | 1.4.1826   | DA > Hamm                                                                         |
|                   | 1.1.1832   | DI < Eslohe og Iserlohn                                                           |
| Beckum            |            |                                                                                   |
| Bielefeld         | 1.1.1832   | DI < Herford                                                                      |
|                   | 1.10.1878  | DA > Stadtkreis Bielefeld                                                         |
|                   | 1.4.1900   | DA > Stadtkreis Bielefeld                                                         |
|                   | 31.1.1907  | DA > Stadtkreis Bielefeld                                                         |
|                   | 1.10.1930  | DA > Stadtkreis Bielefeld                                                         |
| Bilstein          | 1.1.1819   | A > Eslohe og Olpe (mest)                                                         |
| Bochum            | 1.1.1819   | OU <> Dortmund; DA > Hagen                                                        |
|                   | 1.4.1826   | DI < Hagen                                                                        |
|                   | 24.5.1876  | DA > Stadtkreis Bochum                                                            |
|                   | 1.4.1881   | DA > Mettmann                                                                     |
|                   | 1.7.1885   | DA > Gelsenkirchen og Hattingen                                                   |
|                   | 1.4.1899   | DA > Stadtkreis Witten                                                            |
|                   | 1.4.1904   | DA > Stadtkreis Bochum                                                            |
|                   | 1.7.1906   | DA > Stadtkreis Herne                                                             |
|                   | 1.4.1908   | DA > Stadtkreis Herne                                                             |
|                   | 1.4.1926   | DA > Dortmund og Stadtkreise Bochum, Herne og Wanne-Eickel                        |
|                   | 1.8.1929   | A > Stadtkreise Bochum (mest), Dortmund, Herne og Witten                          |
| Borken            | 1.9.1923   | DA > Stadtkreis Bocholt                                                           |
| Brakel            | 1.1.1832   | A > Höxter                                                                        |
| Brilon            | 1.1.1819   | DI < Medebach; KF i Padberg                                                       |
|                   | ca. 1850   | KF i Brilon                                                                       |
| Bünde             | 1.1.1832   | A > Landkreis Herford (mest) og Lübbecke                                          |
| Büren             | 1.1.1832   | DI < Paderborn                                                                    |
| Coesfeld          | 1835       | NÆ < Koesfeld                                                                     |
|                   | 1.8.1929   | DA > Recklinghausen                                                               |
| Dortmund          | 1.1.1819   | OU <> Bochum; DA > Hagen                                                          |
|                   | 15.2.1875  | DA > Stadtkreis Dortmund                                                          |
|                   | 1.4.1887   | DA > Hörde                                                                        |
|                   | 1.4.1905   | DA > Stadtkreis Dortmund                                                          |
|                   | 10.6.1914  | DA > Stadtkreis Dortmund                                                          |
|                   | 1.4.1918   | DA > Stadtkreis Dortmund                                                          |
|                   | 1.4.1928   | A > Stadtkreise Castrop-Rauxel, Dortmund (mest), Herne og Lünen                   |
| Ennepe-Ruhr-Kreis | 1.8.1929   | N < Hagen (mest), Hattingen (mest) og Schwelm; KF i Schwelm                       |
| Eslohe            | 1.1.1819   | N < Altena (d), Arnsberg (d), Bilstein (d) og Medebach (d); KF i Eslohe           |
|                   | 12.12.1819 | KF i Meschede                                                                     |
|                   | 1.1.1832   | A > Arnsberg og Meschede (mest)                                                   |
| Gelsenkirchen     | 1.7.1885   | N < Bochum (d)                                                                    |
|                   | 1.4.1897   | DA > Stadtkreis Gelsenkirchen                                                     |
|                   | 1.4.1903   | DA > Stadtkreis Gelsenkirchen                                                     |
|                   | 1.4.1926   | A > Stadtkreise Bochum, Gelsenkirchen, Herne, Wanne-Eickel (mest) og Wattenscheid |
| Hagen             | 1.1.1819   | DI < Bochum og Dortmund                                                           |
|                   | 1.4.1826   | DA > Bochum                                                                       |
|                   | 1.4.1887   | DA > Schwelm og Stadtkreis Hagen                                                  |
|                   | 1.4.1901   | DA > Stadtkreis Hagen                                                             |
|                   | 1.8.1929   | A > Ennepe-Ruhr-Kreis (mest) og Stadtkreise Hagen (d) og Witten (d)               |
| Halle (Westf.)    |            |                                                                                   |
| Hamm              | 1.4.1826   | DI < Arnsberg                                                                     |
|                   | 1.4.1901   | DA > Stadtkreis Hamm                                                              |
|                   | 1.8.1929   | DI < Hörde                                                                        |
|                   | 17.10.1930 | NÆ > Unna                                                                         |
| Hattingen         | 1.7.1885   | N < Bochum (d)                                                                    |
|                   | 1.8.1929   | A > Ennepe-Ruhr-Kreis (mest) og Stadtkreis Bochum                                 |
| Herford           | 1.1.1832   | DI < Bünde; DA > Bielefeld og Minden                                              |
|                   | 1.4.1911   | DA > Stadtkreis Herford                                                           |
| Hörde             | 1.4.1887   | N < Dortmund (d); KF i Hörde                                                      |
|                   | 1.4.1911   | DA > Stadtkreis Hörde                                                             |
|                   | 1.4.1928   | KF i Dortmund, Stadtteil Hörde                                                    |
|                   | 1.8.1929   | A > Hamm (d), Iserlohn (d) og Stadtkreise Dortmund (mest) og Witten (d)           |
| Höxter            | 1.1.1832   | E < Brakel                                                                        |
| Iserlohn          | 1.1.1819   | DA > Arnsberg                                                                     |
|                   | 1.1.1832   | DA > Arnsberg                                                                     |
|                   | 1.4.1907   | DA > Stadtkreis Iserlohn                                                          |
|                   | 1.8.1929   | DI < Hörde                                                                        |
| Koesfeld          | 1.1.1832   | DA > Münster                                                                      |
|                   | 1835       | NÆ > Coesfeld                                                                     |
| Lippstadt         |            | KF i Schwarzenraben                                                               |
|                   | 1.1.1819   | DI < Soest                                                                        |
|                   | ca. 1850   | KF i Lippstadt                                                                    |
|                   | 17.5.1850  | E < Kondominium von Lippe og Preußen                                              |
| Lübbecke          | 1.1.1832   | N < Bünde (d) og Rahden                                                           |
| Lüdinghausen      | 1.1.1832   | DI < Münster                                                                      |
|                   | 1.1.1838   | DA > Münster                                                                      |
| Medebach          | 1.1.1819   | A > Brilon (mest) og Eslohe                                                       |
| Meschede          | 1.1.1832   | DI < Eslohe                                                                       |
| Minden            | 1.1.1832   | DI < Herford                                                                      |
|                   | 25.11.1837 | E < Kondominium von Preußen og Hannover                                           |
| Münster           | 1.1.1832   | DI < Koesfeld; DA > Lüdinghausen og Tecklenburg                                   |
|                   | 1.1.1838   | DI < Lüdinghausen                                                                 |
|                   | 1.1.1875   | DA > Stadtkreis Münster                                                           |
|                   | 1.4.1903   | DA > Stadtkreis Münster                                                           |
| Olpe              | 1.1.1819   | N < Altena og Bilstein (mest)                                                     |
|                   | 1.1.1832   | DA > Altena                                                                       |
| Paderborn         | 1.1.1832   | DA > Büren                                                                        |
| Rahden            | 1.1.1832   | A > Lübbecke                                                                      |
| Recklinghausen    | 1.4.1901   | DA > Stadtkreis Recklinghausen                                                    |
|                   | 1.2.1912   | DA > Stadtkreis Buer                                                              |
|                   | 1.1.1921   | DA > Stadtkreise Bottrop og Gladbeck                                              |
|                   | 1.1.1922   | DA > Stadtkreis Osterfeld                                                         |
|                   | 1.4.1926   | DA > Stadtkreis Recklinghausen                                                    |
|                   | 1.4.1928   | DA > Stadtkreis Gelsenkirchen-Buer                                                |
|                   | 1.8.1929   | DI < Coesfeld; DA > Stadtkreis Recklinghausen                                     |
| Schwelm           | 1.4.1887   | N < Hagen (d)                                                                     |
|                   | 5.8.1922   | DA > Stadtkreis Barmen                                                            |
|                   | 1.8.1929   | A > Ennepe-Ruhr-Kreis                                                             |
| Siegen            | 1.3.1923   | DA > Stadtkreis Siegen                                                            |
|                   | 1.4.1937   | DA > Stadtkreis Siegen                                                            |
| Soest             | 1.1.1819   | OU <> Arnsberg; DA > Lippstadt                                                    |
| Steinfurt         |            | KF i Borghorst                                                                    |
|                   | 1889       | KF i Burgsteinfurt                                                                |
| Tecklenburg       | 1.1.1832   | DI < Münster                                                                      |
|                   | 1.2.1857   | DI < Warendorf                                                                    |
| Unna              | 17.10.1930 | NÆ < Hamm                                                                         |
| Warburg           |            |                                                                                   |
| Warendorf         | 1.2.1857   | DA > Tecklenburg                                                                  |
| Wiedenbrück       |            |                                                                                   |
| Wittgenstein      |            | KF i Berleburg                                                                    |